# Альма-Тадема, Лоуренс
Сэр Ло́уренс А́льма-Таде́ма (нидерл. Lourens Alma Tadema, англ. Lawrence Alma-Tadema [ˈælmə ˈtædɪmə]; 8 января 1836[…], Дронрейп, Нидерланды — 25 июня 1912[…], Висбаден, Германия) — нидерландский и британский живописец, писавший картины преимущественно на исторические сюжеты. Один из наиболее известных и высокооплачиваемых художников викторианской и эдвардианской эпох.
Учился в Бельгии, быстро зарекомендовал себя как живописец исторического жанра. В 1860-е годы сюжеты своих картин брал преимущественно из истории эпохи Меровингов, затем переключился на темы Древнего Египта, далее перешёл на античные темы. В 1870 году Альма-Тадема переселился в Великобританию, в 1873 году по личному распоряжению королевы Виктории получил британское подданство. Создал около четырёхсот картин, из которых более трёхсот связаны с античными сюжетами. Персонажами его картин были современники-викторианцы, поставленные в классические декорации, картины точно воссоздавали детали ушедшей эпохи и пользовались большой популярностью в Англии, о чём свидетельствует и факт присвоения художнику рыцарского звания в 1899 году и возведение его в членство ордена Заслуг в 1904 году. Похоронен художник в Соборе Святого Павла в Лондоне.
Вскоре после кончины Альма-Тадемы его творчество вышло из моды и было практически забыто. Только в 1970-е годы, с подъёмом интереса к салонной и декоративной живописи, был оценён его вклад в развитие британского и мирового искусства. В знак признания заслуг художника в 1996 году в Музее Ван Гога в Амстердаме была организована экспозиция его работ.

## Становление
Лоуренс Альма Тадема родился 8 января 1836 года в небольшой деревне Дронрейп, во Фрисландии на севере Нидерландов. Он был шестым ребёнком деревенского нотариуса Петера Тадемы и его жены Хинке Диркс Брауэр. Тадема — старая фризская фамилия, означающая «Адамов сын». Имена Лоуренс и Альма были даны его крёстным, но после переезда в Великобританию второе имя было включено в фамилию, чтобы в каталогах выставок оказываться в самом начале списка.
В 1838 году семья Тадема переехала в Леуварден, где нотариус больше зарабатывал. Лоуренс осиротел в возрасте 4 лет. Мать имела склонность к искусству и решила, что дети должны учиться рисованию, Лоуренс получил первые уроки вместе со старшими братьями у местного художника. Предполагалось дать ему юридическое образование, и Тадему определили в гимназию Леувардена, где он увлёкся историей. Он продолжал самостоятельно совершенствоваться в рисовании, основным руководством ему служил трактат Леонардо да Винчи, посвящённый начинающим художникам. Напряжённые занятия привели к болезни, в 15-летнем возрасте ему поставили диагноз «чахотка». Ожидая смерти, он ещё интенсивнее занимался графикой и живописью, матери пришлось согласиться с его желанием стать художником. В 1850—1851 годах он создал первые свои станковые работы — портрет сестры Артье и автопортрет, которые позволили ему самому оценить свои художественные способности. Выздоровев, Лоуренс в 1852 году поступил в Королевскую академию Антверпена, где обучался четыре года. Главным его наставником был Эгидиус Вапперс, Альма-Тадема получил несколько наград за успехи в учении. В академии Лоуренс Тадема занимался и с Н. де Кейзером, который подражал французским романтикам, что сказалось и на работах его ученика; однако увлечение романтизмом оказалось недолгим.

Раннее творчество Альма-Тадемы
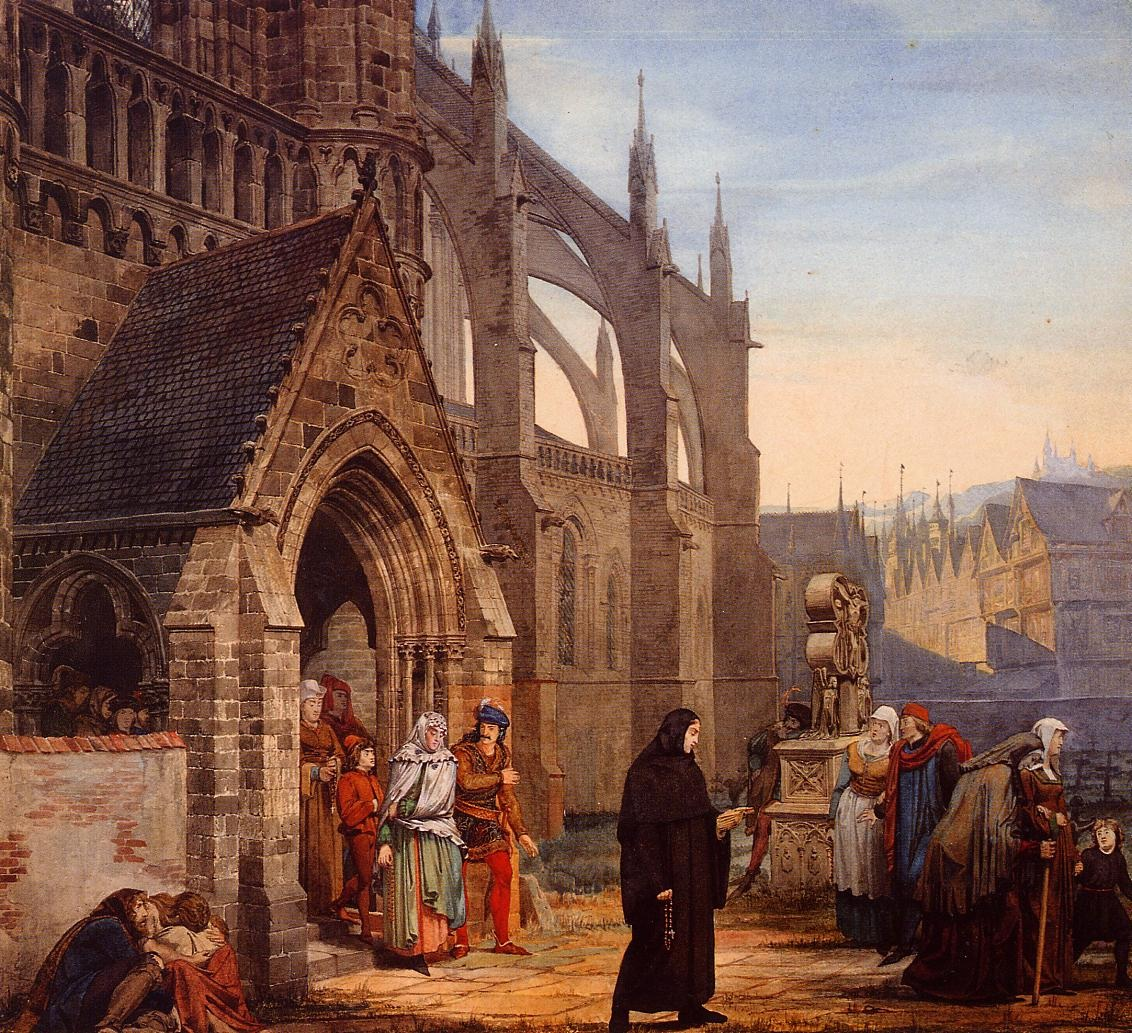
Фауст и Маргарита. Акварель, 1856
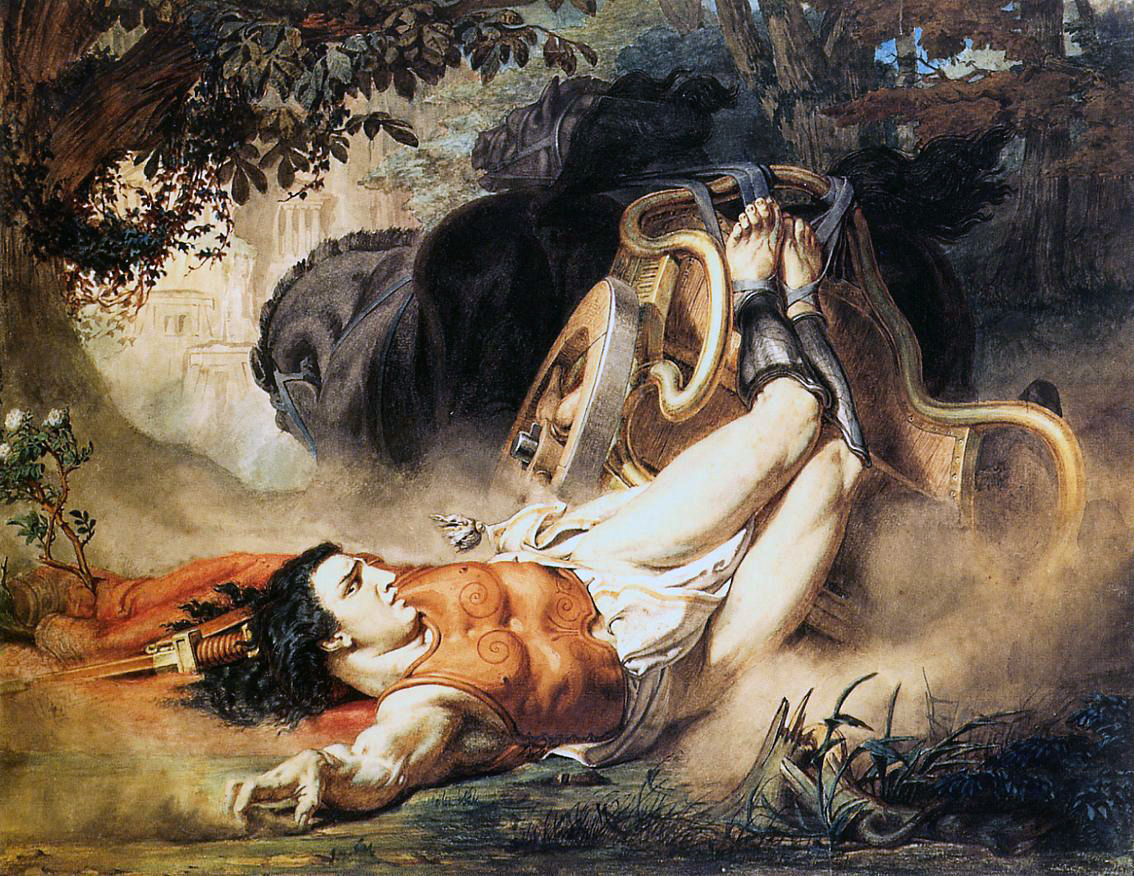
Смерть Ипполита. 1860. Частное собрание
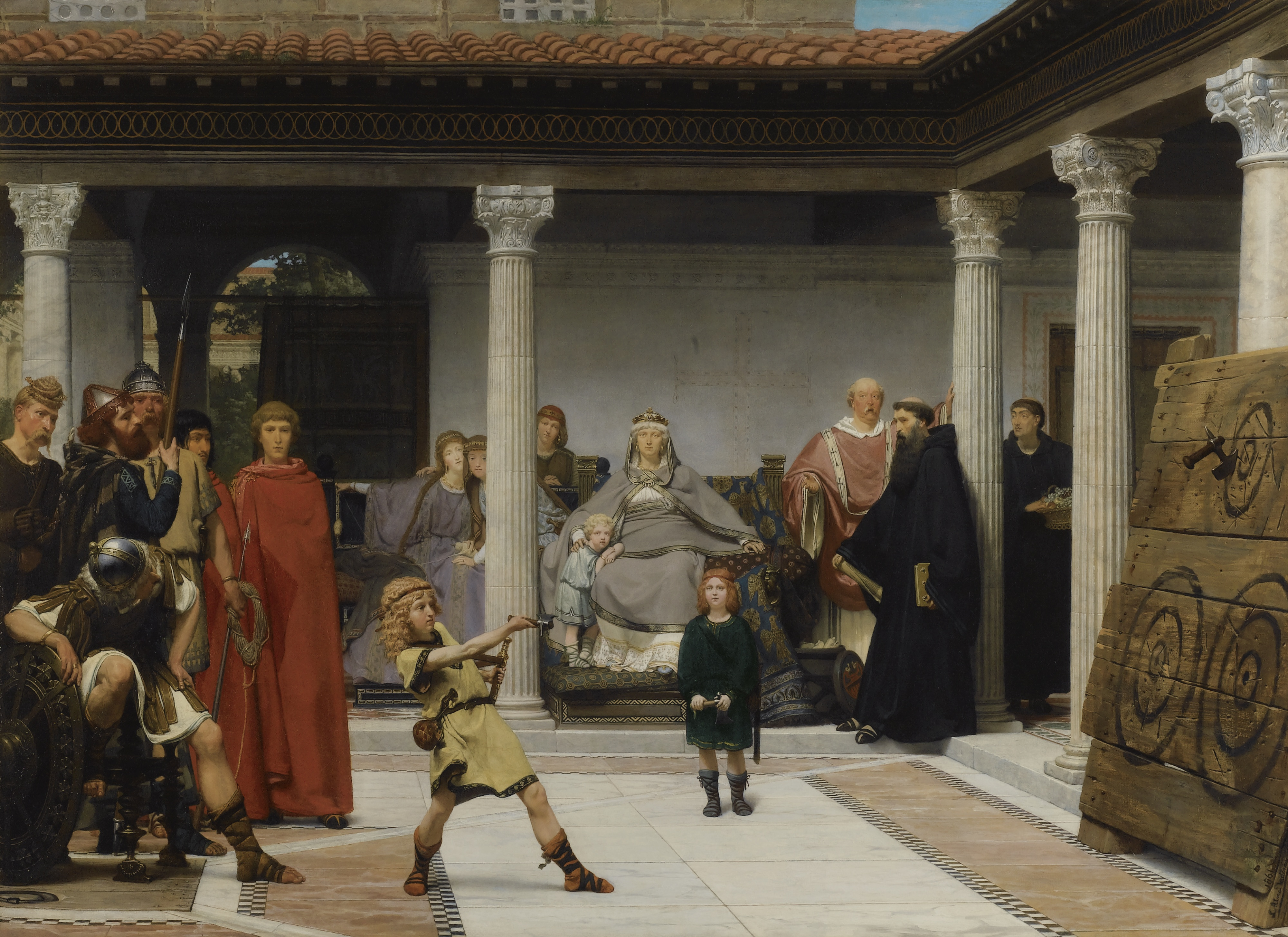
Воспитание детей Хлодвига. 1861. Частное собрание
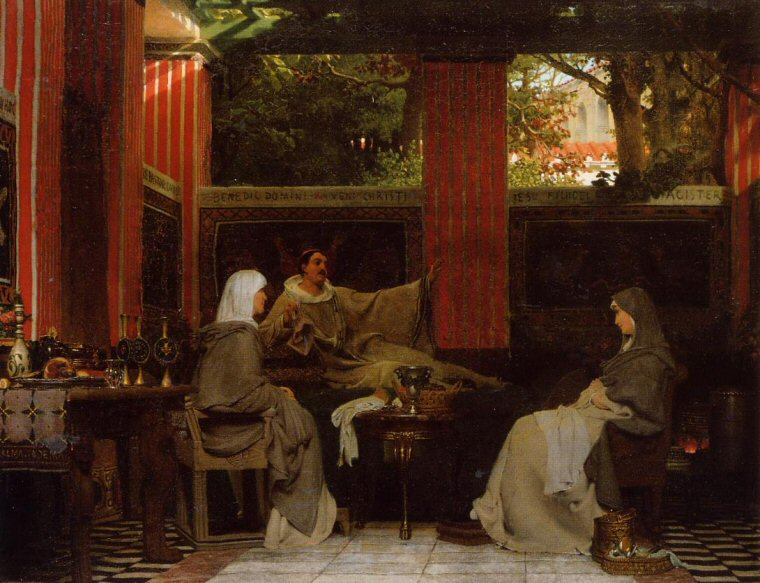
Венанций Фортунат читает стихи королеве Радегунде. 1862. Музей Дордрехта, Нидерланды

В 1856 году Лоуренс Тадема покинул академию и начал углублённые занятия историей и архитектурой древних народов под руководством профессора Людвика Яна де Тейе, у которого слушал курсы истории и исторического костюма; их сотрудничество длилось около трёх лет. В это же время была создана акварель «Фауст и Маргарита», в которой в полной мере проявились особенности художественного мышления Альма-Тадемы. Литературный сюжет привлёк его в основном возможностью изобразить готическую архитектуру и исторические костюмы. Тогда же впервые проявился его перфекционизм: художник стремился к тщательной проработке мельчайших деталей, а если его что-то не устраивало, без колебаний уничтожал результаты собственного труда. На тему «Фауста» он написал несколько акварелей, но сохранил для потомков всего одну.
В ноябре 1858 года Альма-Тадема стал работать с художником Хендриком Лейсом, чья школа была одной из самых известных в Бельгии. В поисках собственной темы Лоуренс впервые обратился к античным сюжетам и избрал довольно редкий для академической живописи сюжет — смерть Ипполита. Оказалось, однако, что мифологический сюжет не позволял отразить исторически достоверных деталей, и больше к мифологическим сюжетам художник не возвращался. Он обратился к эпохе Меровингов, которая привлекала его ещё у Тейе. Под руководством Лейса Альма-Тадема в 1861 году написал свою первую масштабную работу — «Воспитание детей Хлодвига», выставленную на академической выставке в Антверпене. Сюжет картины прост: дети Хлодвига под присмотром их матери и духовника упражняются в метании боевых топоров. Тадема тщательно работал над картиной — в общей сложности около двух лет, сохранились некоторые эскизы. Успех работы заложил основу дальнейшей популярности художника, картину одобрили не только критики и коллеги по художественному цеху, но и король Леопольд. По мнению А. Шестимирова, Альма-Тадема открыл новое направление в европейском искусстве — «будничный исторический сюжет представлен с такой основательностью, что, казалось, будто от меткости детей зависела судьба страны».
В 1862 году, под влиянием успеха своего дебюта, Альма-Тадема создал целый цикл картин из жизни меровингского общества. Одна из них была посвящена поэту и епископу Венанцию Фортунату, общающемуся с королевой Радегундой. Однако на картине ничто не напоминает о суровости обстановки и быта франкской Галлии конца VI века: действие разворачивается на затенённой террасе, утварь богата и контрастирует с монашеской одеждой персонажей, Венанций Фортунат возлежит в вальяжной позе, как было принято у древних римлян. По определению А. Шестимирова, персонажи «сближают историю с современностью, и кажется, что искусство и литература, а не войны — единственно возможный путь развития общества». Тогда же у Альма-Тадемы спросили, почему он постоянно пишет варваров. Он ответил, что сами по себе варвары значения не имеют, но «они живописны».

## Бельгийский период. Переезд в Англию

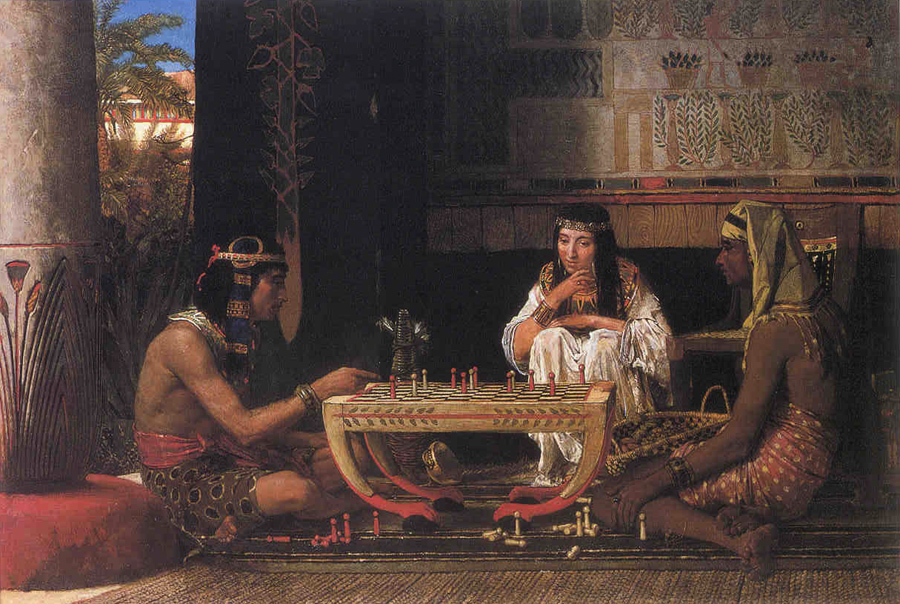
Древнеегипетские игроки в шахматы. 1865. Частное собрание

В 1862 году Альма-Тадема покинул мастерскую Лейса и с тех пор работал самостоятельно, постепенно сделавшись академическим художником европейского уровня. В том же году он совершил путешествие в Англию и подолгу работал в Британском музее и музее Виктории и Альберта. Тема Меровингов была оставлена, художника увлекла ещё более глубокая древность. Его заинтересовал Древний Египет, однако в стране пирамид Альма-Тадема впервые побывал только в 1902 году, а в 1860-е изображал увиденные музейные экспонаты. Первой картиной на новый сюжет стала «Развлечения в Древнем Египте 3000 лет назад», посвящённая встрече нубийских послов. Как и раньше, картина привлекла зрителей и критиков археологически точными деталями — например, древнеегипетскую арфу Альма-Тадема зарисовал в Лувре. Аналогичными свойствами обладала картина «Древнеегипетские игроки в шахматы», хотя на самом деле герои картины играли в сенет. Все детали обстановки, включая настенную живопись, были списаны с музейных экспонатов.
Художественные особенности картин на тему Египта показывали дальнейшую эволюцию средств эстетической выразительности, применяемых Альма-Тадемой. Коричневатый колорит, внимание к эффектам солнечного освещения и изображение людей в интерьерах свидетельствуют о влиянии голландской жанровой живописи. Альма-Тадема особенно внимательно изучал живопись Питера де Хоха. Встречаются также утверждения, что использование приёмов, характерных для XVII века, объяснялось желанием «состарить» картину на исторический сюжет, сделать её более похожей на классический оригинал. Через мельчайшие детали осуществлялась передача духовной атмосферы жизни древности, и профессиональные египтологи признавали, что в живописи Альма-Тадемы «не было ничего, что не принадлежало бы к временам фараонов».

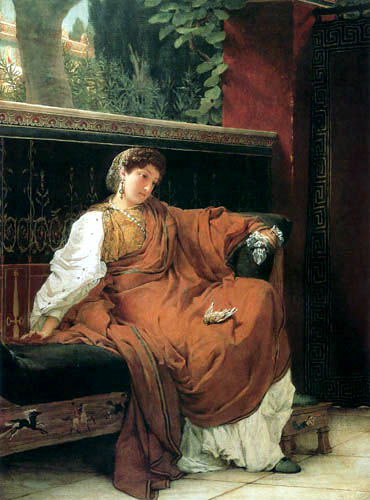
Лесбия оплакивает воробышка. 1866

В 1863 году умерла мать Альма-Тадемы (3 января), а 24 сентября он женился на француженке Мари-Полин Дюмулен Грессен де Буажирар — дочери журналиста, живущего в Бельгии. Медовый месяц они провели в Италии, побывав во Флоренции, Риме, Неаполе и Помпеях. Поездка в Италию радикально поменяла тематику работ Альма-Тадемы, отныне он разрабатывал сюжеты из античной истории Греции и Древнего Рима. В 1866 году он написал новаторскую для себя картину «В перистиле», показывающую возникший интерес к малофигурным композициям, которые позволяли подчеркнуть благородство чувств женских персонажей.
У супругов было трое детей, но единственный сын Эжен скончался через несколько месяцев после рождения от оспы. Дочери — Лоранс (1864—1940) и Анна (1867—1943) — имели художественные наклонности, одна стала писательницей, другая — художницей; обе так и не вышли замуж. Альма-Тадема писал свою жену в разных образах, известны также три её портрета. Портреты жены не имели самодовлеющего значения, превращаясь в самостоятельный жанр «портрета чувств», в котором важны мимолётные жесты и позы, показывая характер человека по неосознаваемым движениям.
В 1864 году Альма-Тадема познакомился с Эрнестом Гамбаром — влиятельным бельгийским издателем и продавцом произведений искусства. Гамбар был впечатлён древнеегипетскими картинами художника, заказал ему серию из 24 полотен и устроил первую выставку в Лондоне, в которой участвовали в том числе «Игроки в шахматы». В 1865 году Альма-Тадема переехал в Брюссель, где вскоре был награждён Орденом Леопольда. В 1868 году Альма-Тадема подписал с Гамбаром ещё один контракт на 34 картины, которые должны были быть написаны за три с половиной года. Одним из первых покупателей античных картин Альма-Тадемы стал испанский коллекционер — маркиз Хосе де Мурьета, который приобрёл более 20 его полотен, в том числе «Лесбию, оплакивающую воробышка». Поклонником голландца стал и американский банкир У. Прескотт-Хант; в результате его заказов Гамбар подписал с Альма-Тадемой контракт, по которому художник обязывался создать ещё 49 полотен. По размерам полотна и количеству фигур картины делились в контрактах на три категории. Картина первой — низшей — категории оценивалась в 80 фунтов стерлингов, второй — в 100 фунтов, стоимость картины третьей категории повышалась до 120 фунтов.

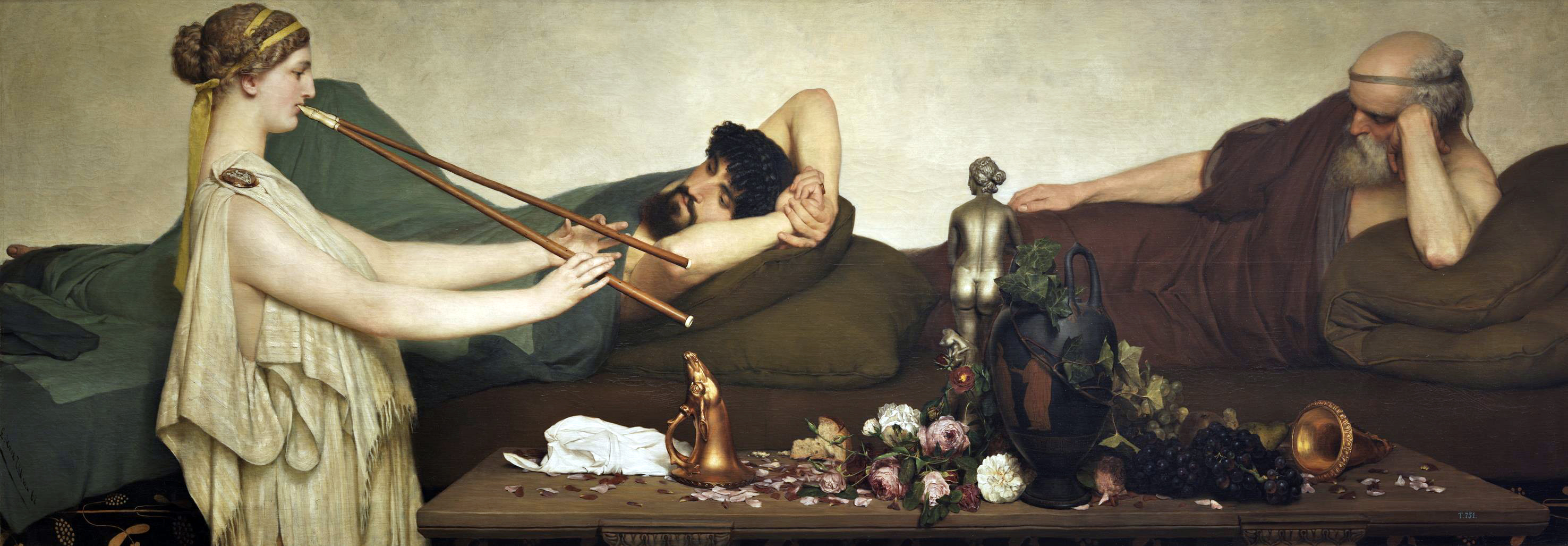
Помпейская сцена. 1868, Музей Прадо, Мадрид

Во время путешествия в Лондон в 1866 году произошёл следующий инцидент: из-за утечки светильного газа в бильярдной дома Гамбара случился взрыв; и в дальнейшем Альма-Тадему преследовали инциденты, связанные со взрывчатыми веществами. Результатом стало сильное нервное потрясение у жены художника, от которого она так и не оправилась. 28 мая 1869 года Мари-Полин Альма-Тадема скончалась от оспы в возрасте 32 лет. После кончины жены художник четыре месяца не мог ничего делать, о дочерях (им было 5 и 2 года) заботилась старшая сестра — Артье Тадема (нидерл. Artje Tadema, 1834—1876), жившая вместе с ними до своего замужества в 1873 году (она вышла за немецкого художника-литографа).

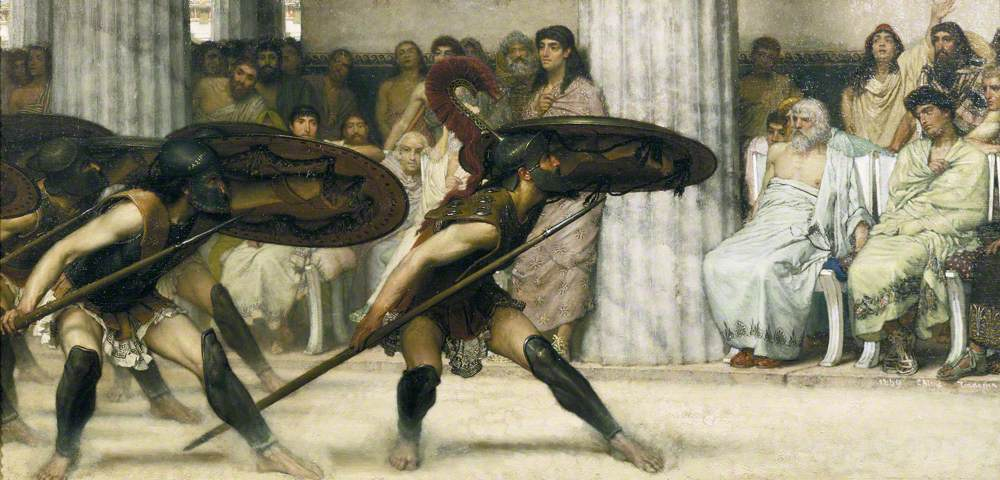
Пиррический танец. 1869, картинная галерея Гилдхолл, Лондон

Проблемы со здоровьем заставили Альма-Тадему переехать в Англию — бельгийские врачи оказались не в состоянии поставить ему диагноз. По рекомендации Гамбара, в декабре 1869 года художник прибыл в Лондон, где был принят в доме художника Форда Брауна. У Брауна он встретил свою будущую вторую жену — Лауру Терезу Эппс, его свояченицу. В Лондоне Гамбар устроил выставку художника в Лондонской Академии художеств, на которой, в частности, была представлена картина «Пиррический танец», имевшая необычное композиционное решение: на втором плане персонажи расположены ровной горизонтальной полосой, в то время как воины со щитами заслоняют их собой. Критики видели в этом противостояние войны и мира. «Пиррический танец» вызвал интерес со стороны зрителей и специалистов в живописи, исключение составил Джон Рёскин. Он сравнил танцовщиков «с маленьким отрядом чёрных жуков в поиске мёртвой крысы». По мнению А. Шестимирова, критик не понял композиционной новизны картины Альма-Тадемы, который желал сделать её похожей на античный фриз.

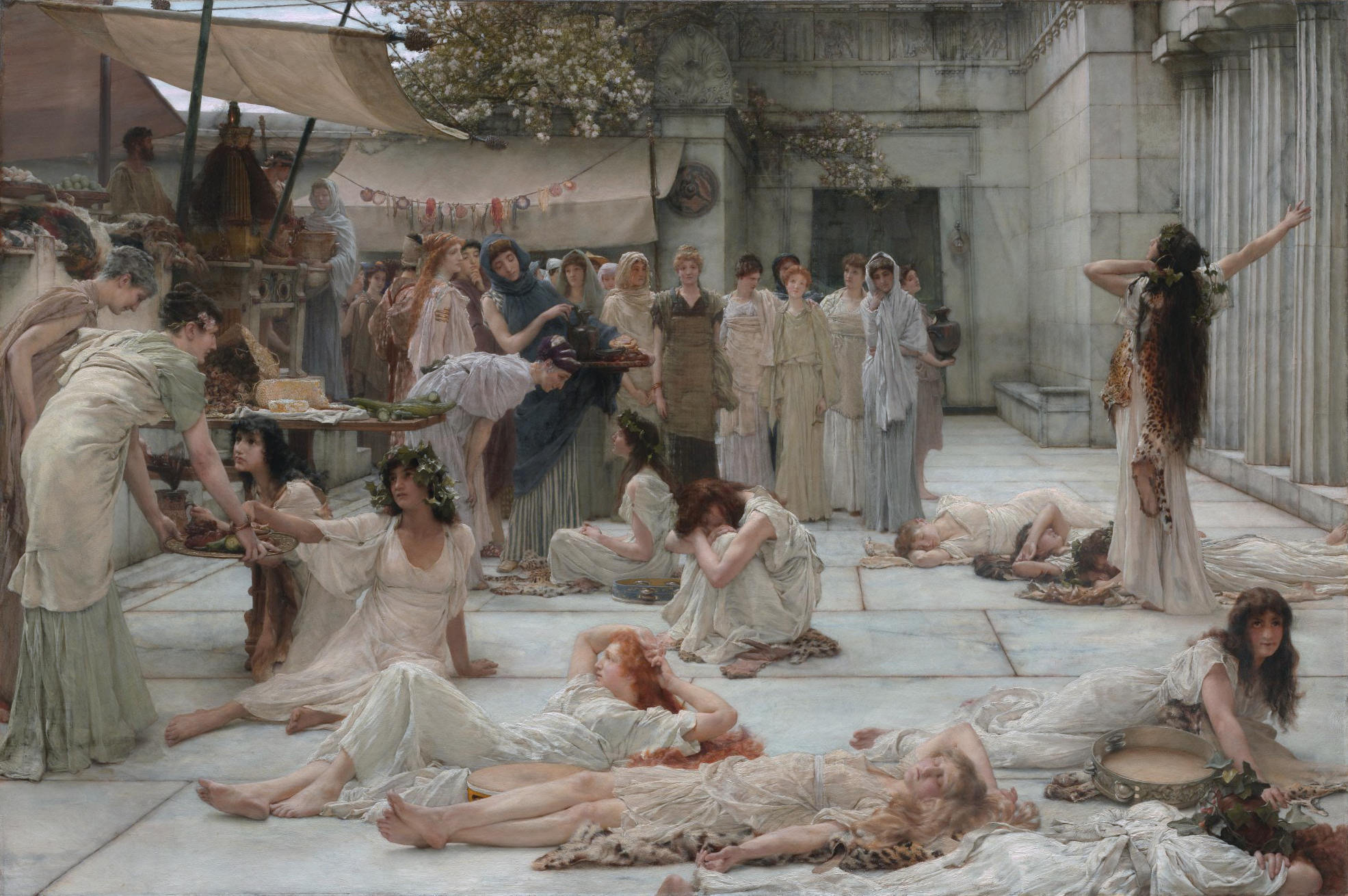
Женщины Амфиссы. 1888, Институт Кларка, Уильямстаун, Массачусетс

С началом Франко-прусской войны Альма-Тадема окончательно перебирается в Англию с дочерьми и сестрой и даже переделывает своё имя на английский манер. Первоначально он поселился в доме Фредерика Гудолла — также художника, изображавшего экзотические страны. Он стал активно общаться с Лаурой Эппс, сделавшись её учителем живописи. Отец — известный врач Джордж Наполеон Эппс — поначалу был против их отношений — художнику было 34 года, его ученице — 17. Альма-Тадема вынужден был идти на различные ухищрения, например, написал общий портрет семейства Эппс, чтобы иметь предлог быть в их доме. Против брака высказался и Э. Гамбар, который опасался, что женитьба снизит продуктивность Альма-Тадемы. Тем не менее в июле 1871 года Альма-Тадема женился во второй раз. Лаура сама стала известной художницей и неизменно служила моделью для его полотен (например, «Женщины Амфиссы»). Медовый месяц чета провела в Бельгии и Нидерландах, а по возвращении они поселились в собственном доме в фешенебельном районе Риджент Парк. Второй брак Альма-Тадемы был бездетным.

## Альма-Тадема — викторианский живописец

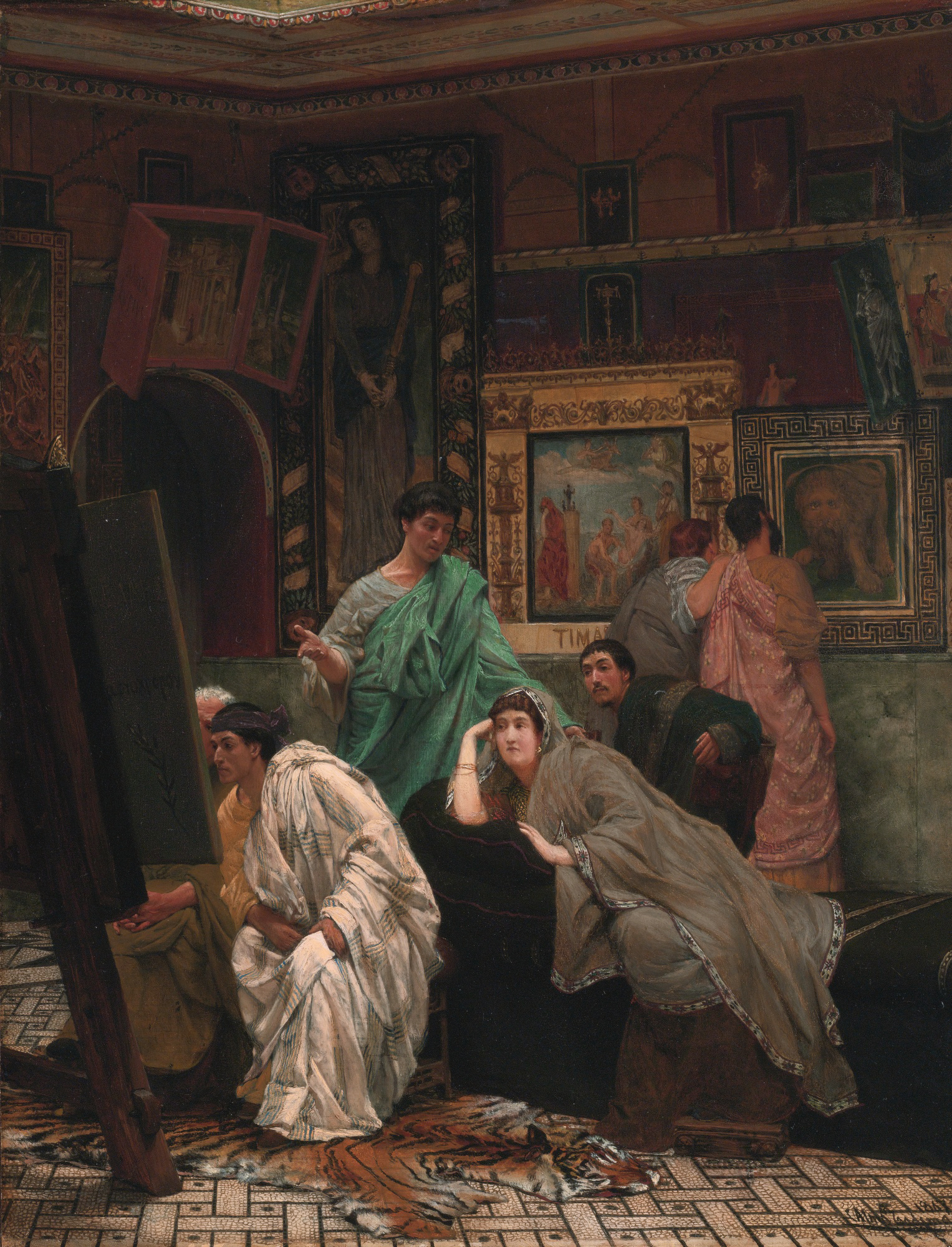
Коллекционер картин времён Августа. 1867

С 1870 года Альма-Тадема постоянно проживал в Великобритании, где состоялась его карьера. С женитьбой он был принят в круг прерафаэлитов, особенно тесно сойдясь с Ф. Лейтоном, который представил его Д. Россетти и Дж. Милле. Альма-Тадема отличался лёгкостью характера и быстро завоёвывал расположение собеседников, в его доме устраивались салоны, на которых собирались выдающиеся художники и композиторы.

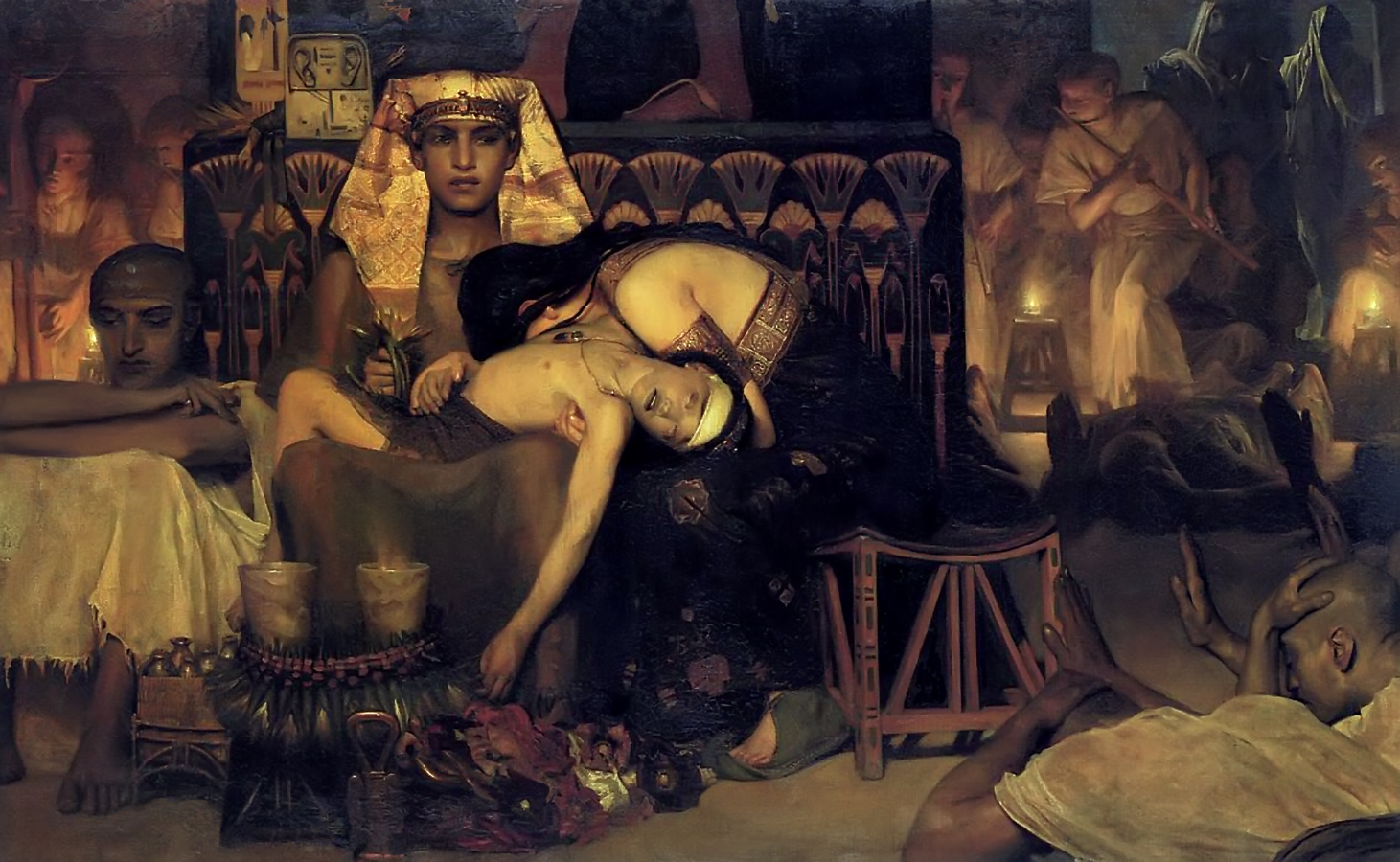
Смерть первенца фараона. 1873, Рейксмюсеум, Амстердам

Первой картиной, написанной Альма-Тадемой в Англии, был «Праздник сбора винограда» (1870). Вероятно, сюжет и композиция были вдохновлены полотном Лейтона «„Мадонну“ Чимабуэ проносят по улицам Флоренции», причём художник поставил амбициозную задачу — превзойти своего друга и рекомендателя. Картина была весьма благосклонно принята публикой, и только Рёскин вновь упрекнул Альма-Тадему в отсутствии критических интонаций. Однако уже в то время в художественную практику входил лозунг «искусство для искусства», и поэтому творчество Альма-Тадемы в 1870-е годы находило гораздо более сторонников, нежели противников. В Англии изменилась его палитра — она стала светлее, изменилась и техника письма. Художник стал чаще использовать пленэрные эффекты и изображать фактуру мрамора, эксперименты в этом направлении ознаменовали начало большой серии работ на тему античной Греции, созданной в 1870-е годы.

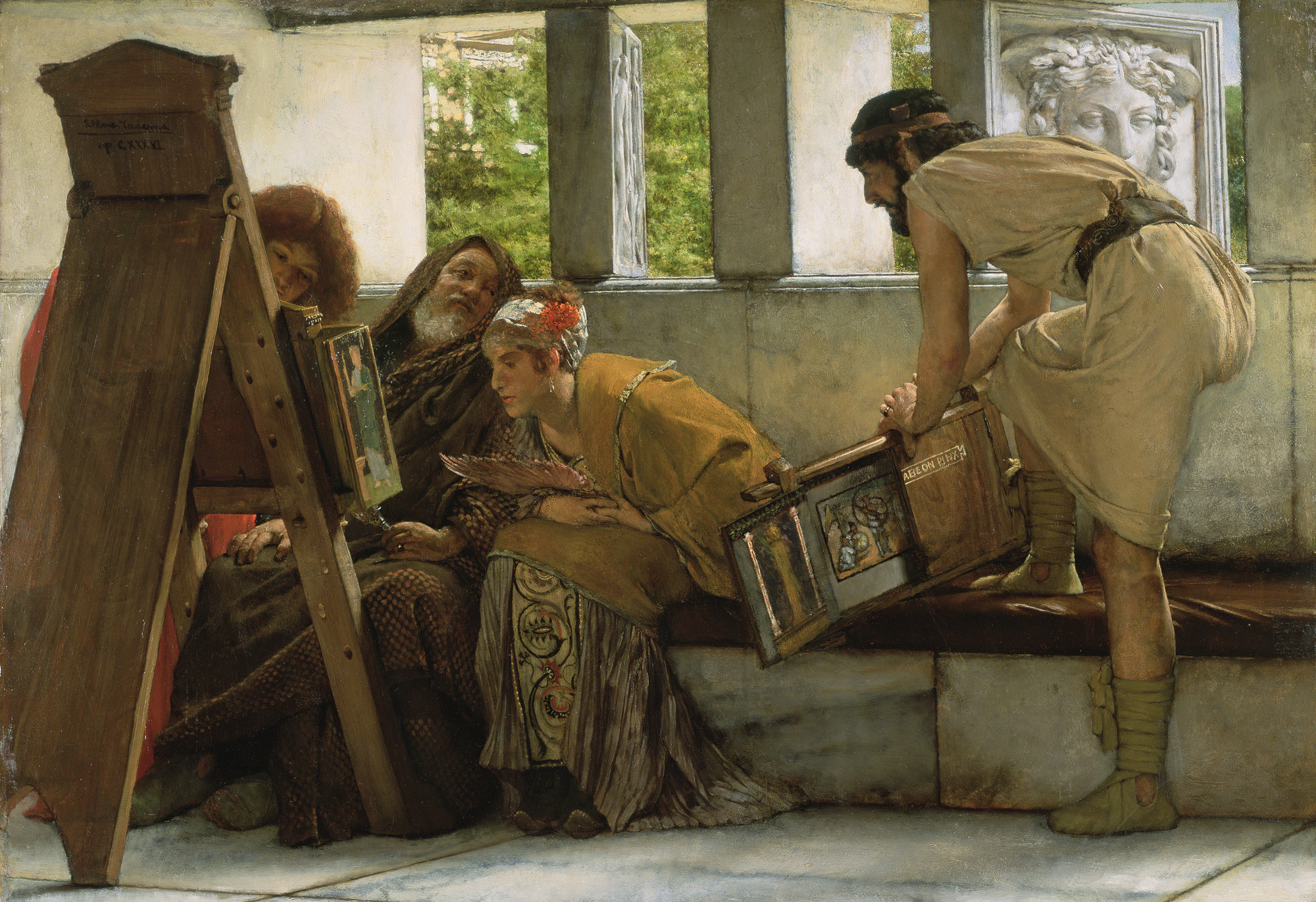
В римской мастерской. 1874, Художественный музей Фудзи, Токио

В 1872 году Альма-Тадема организовал каталог своих работ, где каждая картина имела номер опуса (как у композиторов) — в хронологическом порядке, была зафиксирована на фотографии и снабжена его личной подписью. Это позволяло отслеживать судьбу полотен и защищать творчество художника от подделок. Под номером 1 в каталоге значился портрет его сестры Артье (написанный в 1851 году). За два месяца до смерти он завершил картину «Приготовления в Колизее», внесённую в каталог под номером 408 (CCCCVIII). Лаура Альма-Тадема также стала известной художницей, чья художественная манера очень похожа на манеру мужа, подписывалась она той же фамилией, но не ставила каталожного номера опуса.

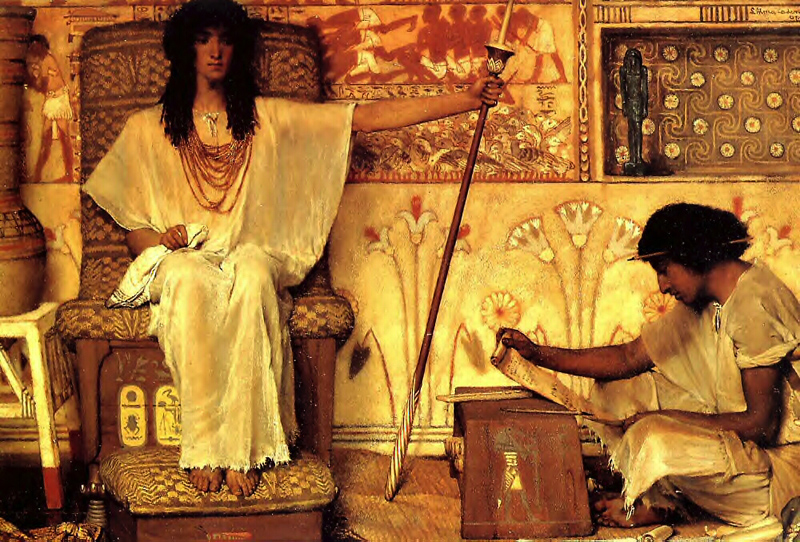
Иосиф, надзиратель зернохранилищ фараона. 1874, частное собрание

В 1872 году супруги Альма-Тадема совершили европейскую поездку продолжительностью пять с половиной месяцев, побывав в Бельгии, Германии и Италии. В Италии они много времени проводили на археологических раскопках в Помпеях, а также приобрели и сделали множество фотографий, что наряду с большой библиотекой было важным источником для работы художника. В 1873 году Альма-Тадема получил официальное письмо королевы Виктории, предоставлявшее ему британское подданство. После весенней выставки того же года он был принят экстраординарным членом Королевского общества живописцев по разряду акварели.
В 1874 году Альма-Тадема представил в Королевской Академии художеств три полотна, в том числе на древнеегипетский и одновременно библейский сюжет — «Иосиф, надзиратель зернохранилищ фараона». Картины эти подытоживали художественные находки и методы художника, сложившиеся в 1860-е годы, они отличались тщательной проработкой археологического материала, а библейская тема была традиционной для академической живописи. В эту картину художник включил сцену с гусями из гробницы Небамона.

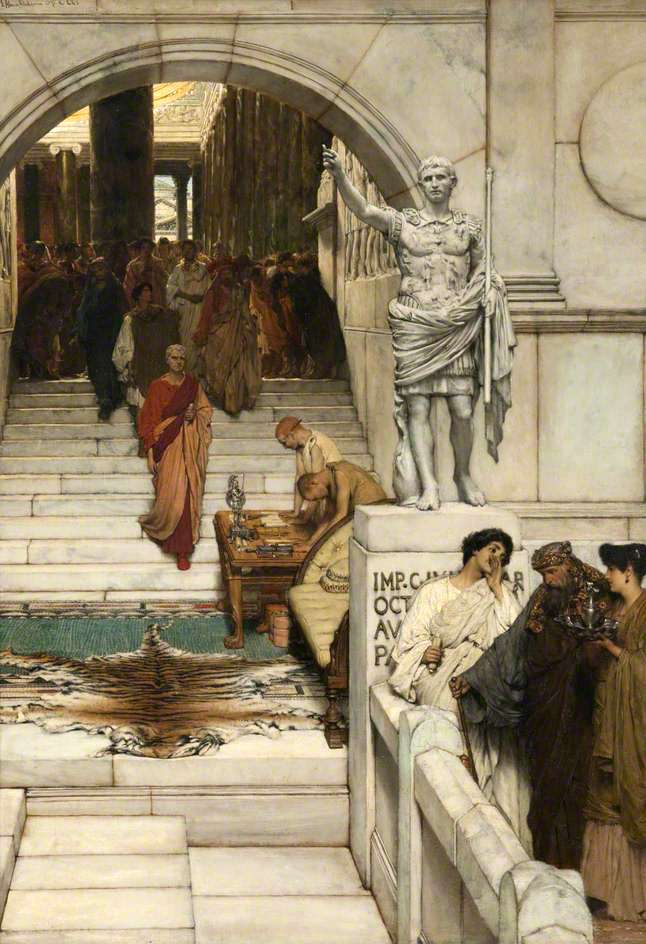
Аудиенция у Агриппы. 1876, Институт Дика, Килмарнок

В 1874 году дом Альма-Тадемы в Лондоне был уничтожен взрывом баржи с порохом на Регентском канале. В тот момент владельцы дома гостили в Шотландии у поэта Уильяма Белла Скотта — художник должен был иллюстрировать его сборник. Дочери Альма-Тадемы — Анна и Лоранс — находились дома, их вместе с кроватями взрывная волна вышвырнула из окон, не причинив серьёзных повреждений. Чудом же не пострадала ни одна из картин, однако пользоваться мастерской было совершенно невозможно. Разрушения вынудили художника снимать студию, зиму 1875 года он провёл в Риме. Туда же Альма-Тадема переселился на январь — апрель 1876 года; в Риме он общался с Генрихом Семирадским и осмотрел его новую картину «Светочи христианства (Факелы Нерона)». По пути домой супруги Альма-Тадема приняли участие в работе Парижского салона 1876 года. Здесь была представлена картина «Аудиенция у Агриппы». Она несколько необычна для творчества художника, который редко обращал внимания на противоречия и негативные стороны жизни античности. На этом же полотне, наряду со спускающимся Агриппой, чья осанка подчёркивает его высокое положение в государстве, изображены склонившиеся рабы с остриженными волосами и группа просителей на переднем плане. Центром композиции является статуя императора Августа, придающая законченный вид аллегории раболепия. Картина оказалась столь популярной, что в 1879 году сэр Уильям Армстронг заказал художнику повторение. Однако Альма-Тадема решил, что напишет другое полотно на тот же сюжет, результатом стала картина «После аудиенции», на которой Агриппа поднимается вверх по ступеням, а на тигровой шкуре лежат дары, поднесённые ему. Армстронгу, впрочем, картина не понравилась.
После разгрома мастерской Альма-Тадема некоторое время был вынужден работать как график и акварелист. В это время развился его оригинальный творческий метод: художник выполнял первоначальный набросок и, если это требовалось, писал этюды прямо на том же холсте, на котором затем создавал окончательный вариант. Рисунков и набросков в наследии Альма-Тадемы практически нет (за исключением раннего периода). Иногда он писал акварели, которые позднее превращал в станковые полотна. В его мастерской долгое время находилась акварель «Вакх и Силен», но он так и не написал её в масле. Видимо, эта акварель значила для Альма-Тадемы что-то личное, поскольку он крайне редко обращался к мифологическим сюжетам.

### Академик

Модель скульптора. 1877, частное собрание

В 1876 году Альма-Тадема был принят экстраординарным членом Королевской Академии художеств. В тот период он много экспериментировал, и одним из наиболее смелых шагов в этом направлении была картина «Модель скульптора» 1877 года. По мнению Р. Барроу, это был ответ художника тем критикам, которые обвиняли его женские фигуры в отсутствии грациозности (одним из таких критиков был Оскар Уайльд). Также одним из «адресатов» данной картины был Рёскин, утверждавший, что «искусство представляет… нежность ума», а «живописи нагого тела существовать не должно». Картина Альма-Тадемы была новаторской в том отношении, что в викторианском академизме жанр ню существовал только в рамках классической традиции — допускались обнажённые изображения богинь. Тадема изобразил реальную женщину, причём модель была написана в натуральную величину, а пропорции её тела соответствовали статуе Венеры Эсквилинской, найденной в Риме в 1874 году. Эту же статую пытался реконструировать в своей картине «Диадумена» коллега Альма-Тадемы — Эдвард Пойнтер. «Модель скульптора» вызвала скандал, по её поводу высказывался даже епископ Карлайл. В дальнейшем Альма-Тадема старался избегать обвинений в «непристойности» и чаще всего изображал нагих женщин в обстановке римских бань. Помещение обнажённых натурщиц в древнеримские интерьеры не вызывало ассоциаций с пуританской Англией и не вызывало нападок критиков.
В 1878 году супруги Альма-Тадема вновь совершили трёхмесячный вояж в Италию, преимущественно участвуя в помпейских раскопках, и даже приобрели некоторые находки. Тематика работ того времени, однако, показывала большее внимание римским реалиям, а не помпейским. В том же году президентом Академии художеств стал Лейтон, что означало прочные позиции для академического классицизма. Альма-Тадема отправил тогда 10 своих полотен на британскую секцию Всемирной выставки в Париже, но получил только серебряную медаль. Золотая досталась баварцу Х. Херкомену, о чём художник с раздражением писал Гамбару. Обиду скомпенсировало звание офицера Почётного легиона, присуждённое в конце выставки.
19 июня 1879 года Альма-Тадема получил звание действительного академика Королевской Академии художеств, что стало самым значительным из его достижений. В 1882 году он организовал в галерее Гровенор в Лондоне большую ретроспективную выставку, на которой были представлены 287 работ. Отзывы критиков были противоречивыми, отрицательные эмоции вызывали «излишние археологические подробности» и сухость в передаче эмоций.

## Расцвет творчества

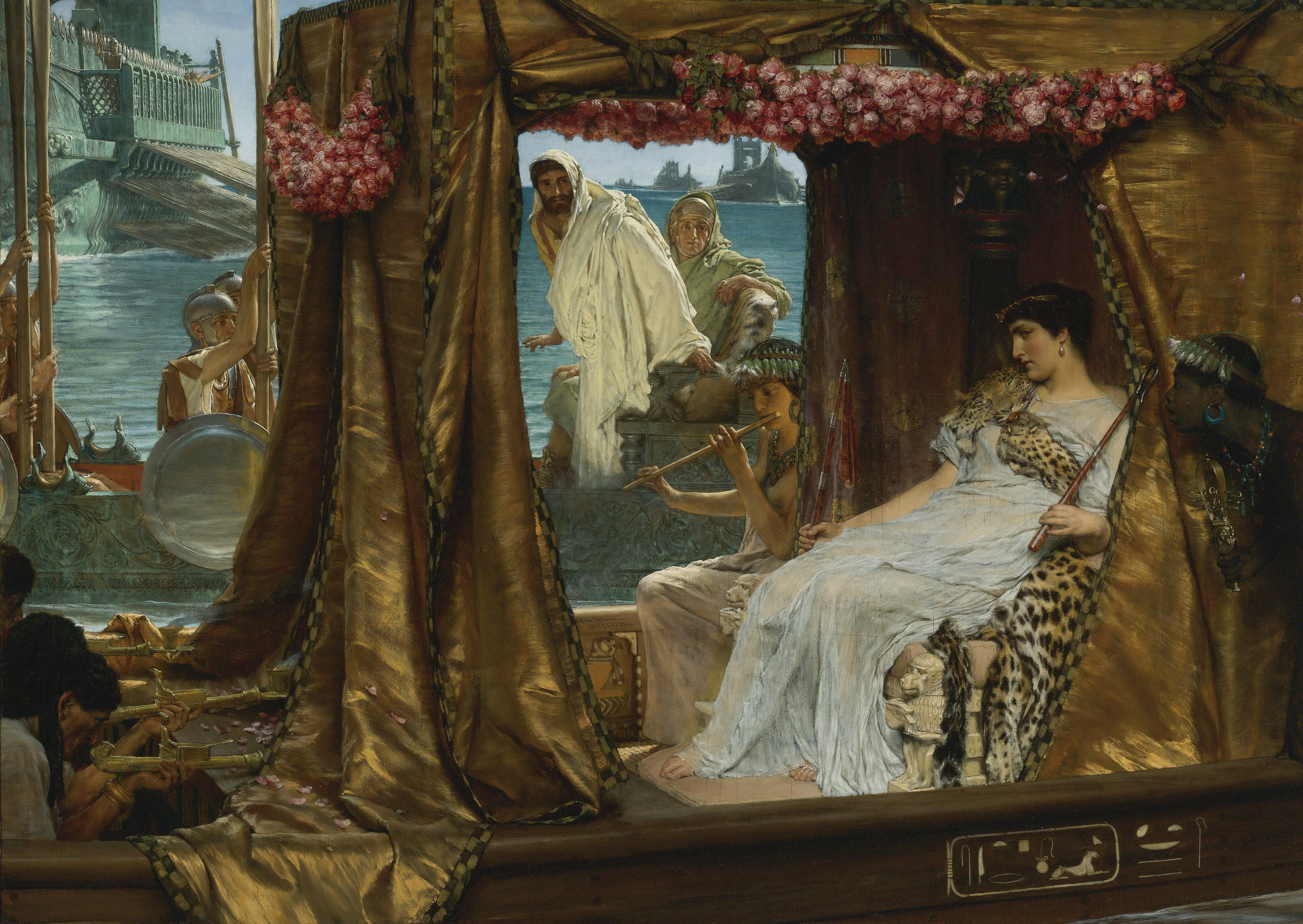
Встреча Антония и Клеопатры в 41 году до н. э. 1883, частное собрание

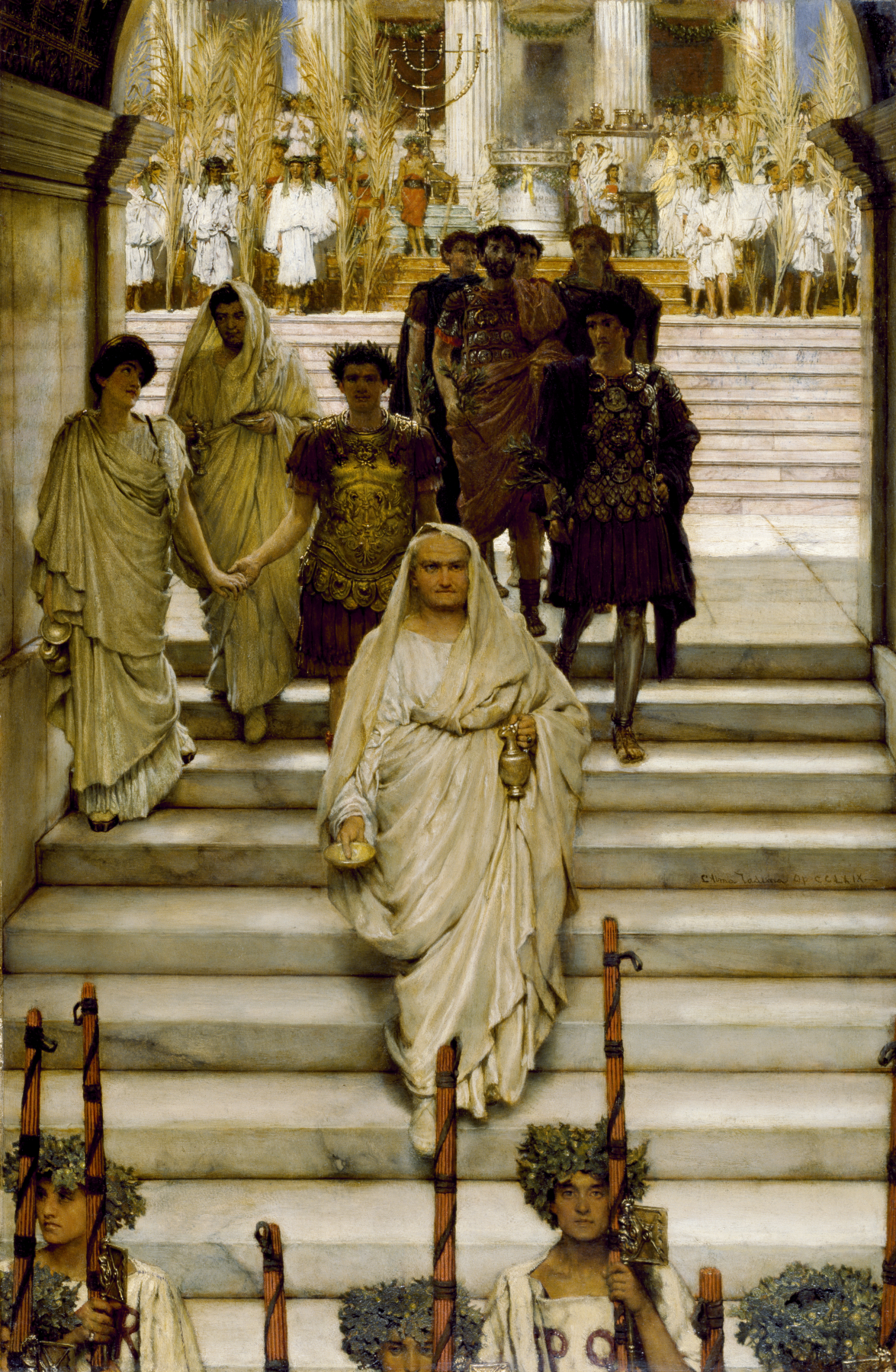
Триумф Тита. 1885, Балтимор, Художественный музей Уолтерса

В 1881 году Альма-Тадема был избран действительным членом Королевского общества акварелистов, несмотря на то, что акварелью он писал мало — только 41 такая работа была снабжена номером опуса — отдельным от живописи маслом (первая из них — «Фауст и Маргарита»).
В 1883 году Альма-Тадема купил дом, который ранее принадлежал художнику Жаку Тиссо. Дом изначально строился для хозяина, занимающегося искусством и принимающего артистическую компанию, однако Альма-Тадема приступил к радикальной перестройке по собственному проекту. В этот период художник активно писал большие многофигурные полотна на известные публике сюжеты, которые приносили наибольшую прибыль и быстро продавались. Одной из характерных картин такого типа была «Встреча Антония с Клеопатрой в 41 году до н. э.», сюжет которой был основан на популярной тогда пьесе Шекспира. Ещё в 1885 году в той же манере была написана картина «Триумф Тита», основанная на книге Иосифа Флавия. Здесь были показаны все три будущих императора — Веспасиан, Тит и Домициан, а также добыча, захваченная в Иерусалиме. Альма-Тадема подошёл к «Триумфу Тита» как историк, несколько раз совещался по поводу сюжета с членом королевской парламентской комиссии по живописи Уильямом Уолтерсом. Усилия увенчались полным успехом — картина была продана за 20 000 долларов (около 4000 фунтов стерлингов), став одной из самых дорогих в XIX веке. Высокая оценка критиков и покупателей объяснялась также и тем, что римские триумфы отождествлялись с процветанием Британской империи и проводимой ею империалистической политикой.

Лондонский дом Альма-Тадемы №44 по Гроув-Энд-роад
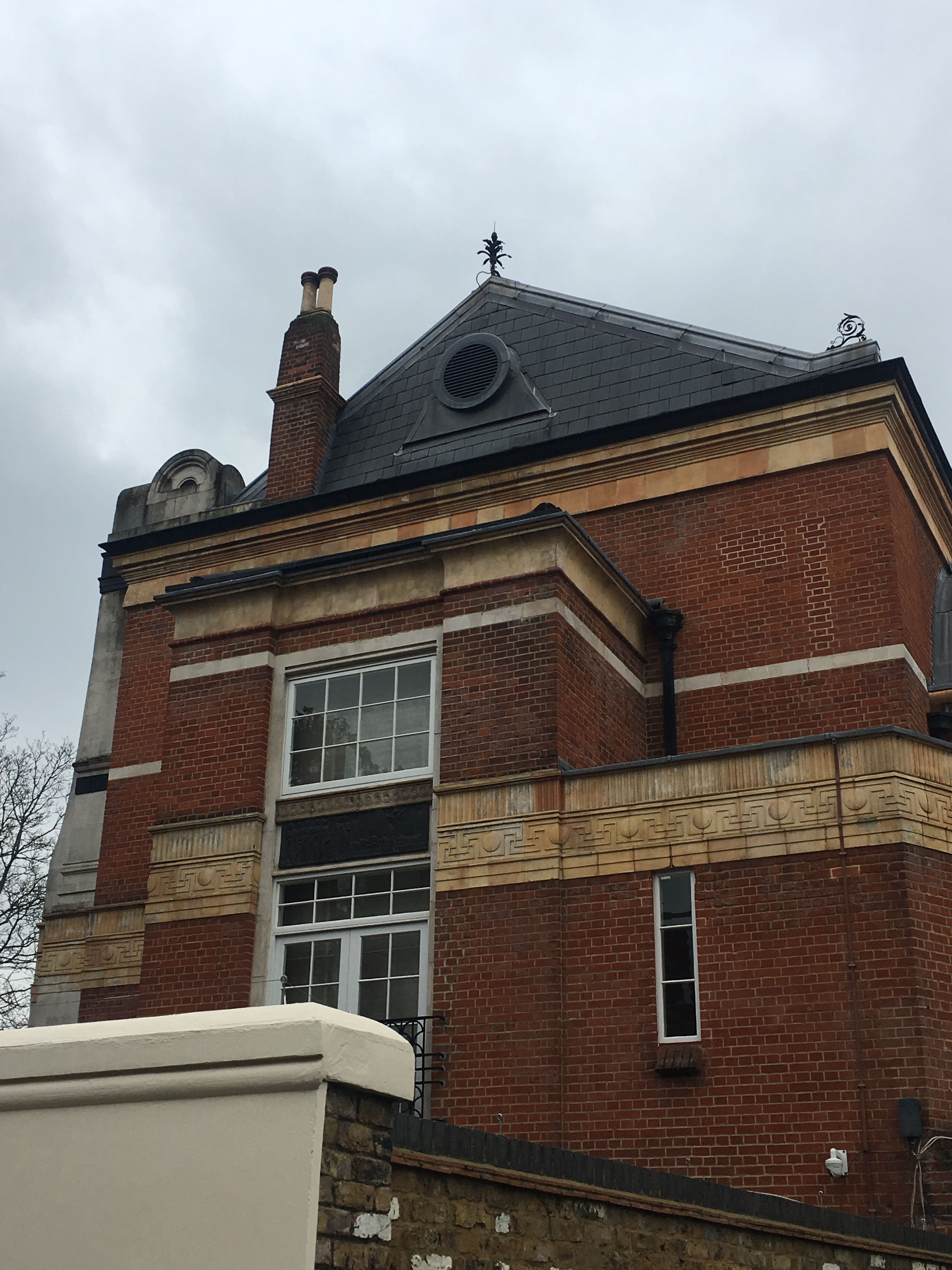
Внешний вид в 2018 году
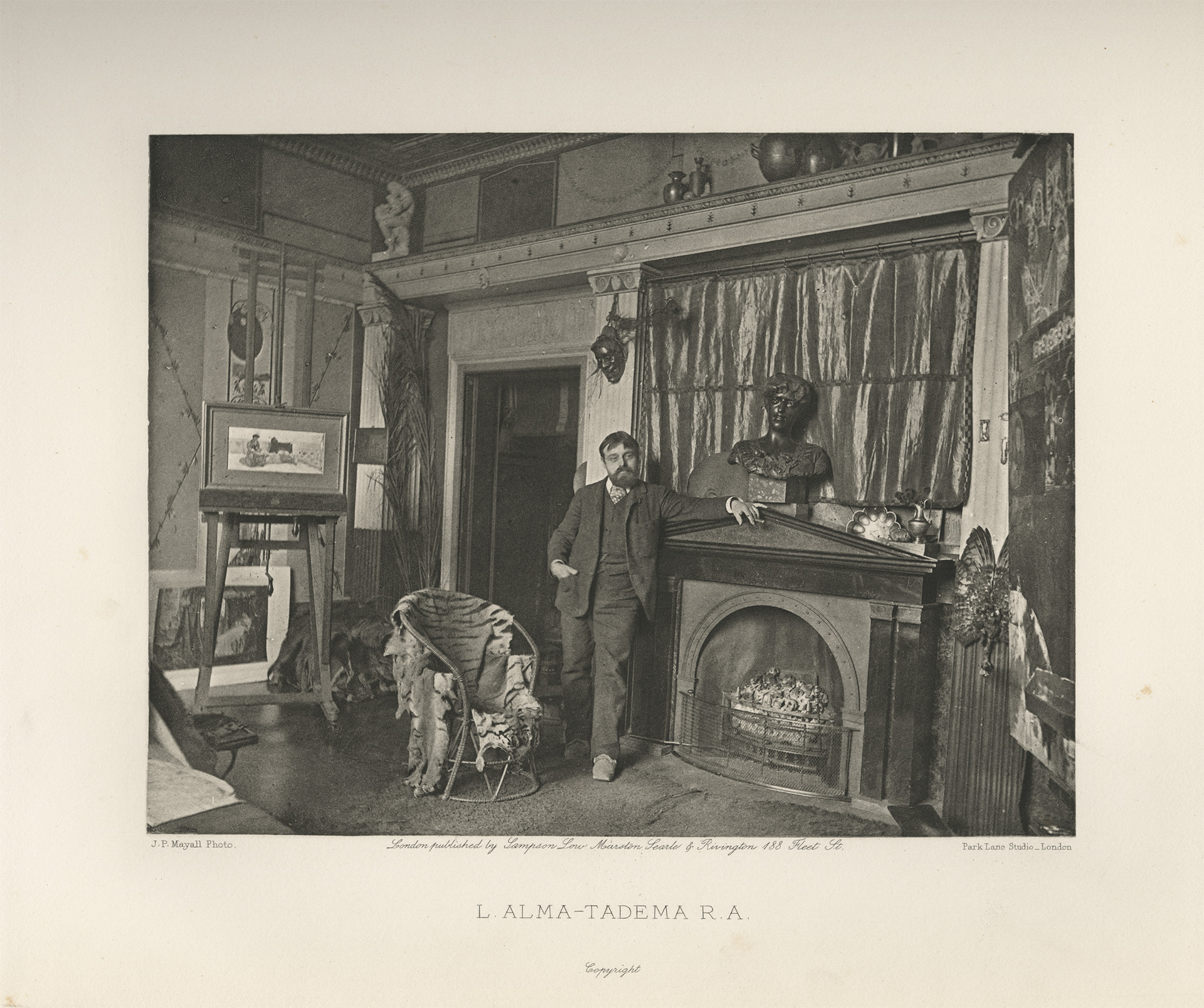
«Художник у себя дома». Фотогравюра 1884 года
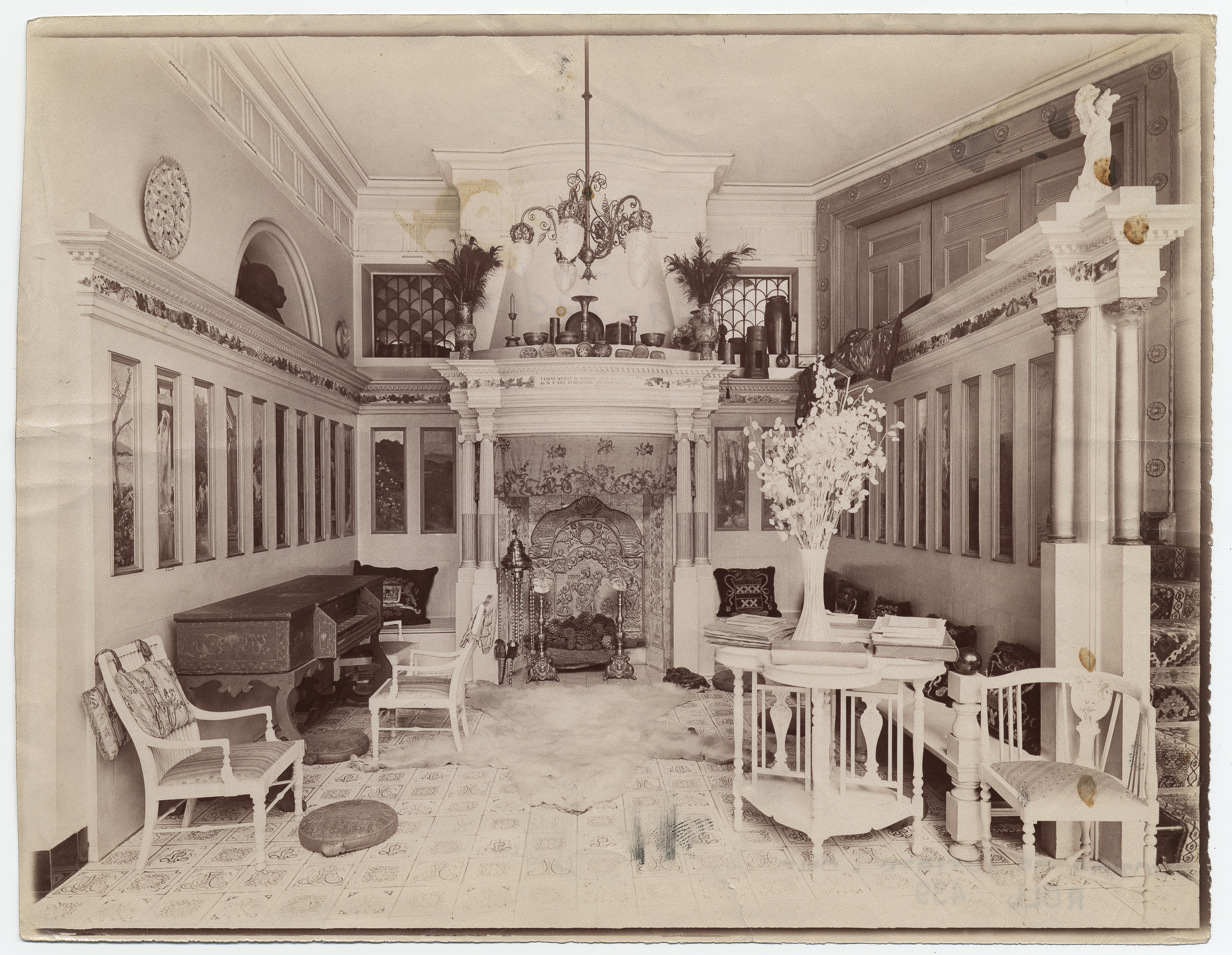
Гостиная с панелями, расписанными хозяином дома
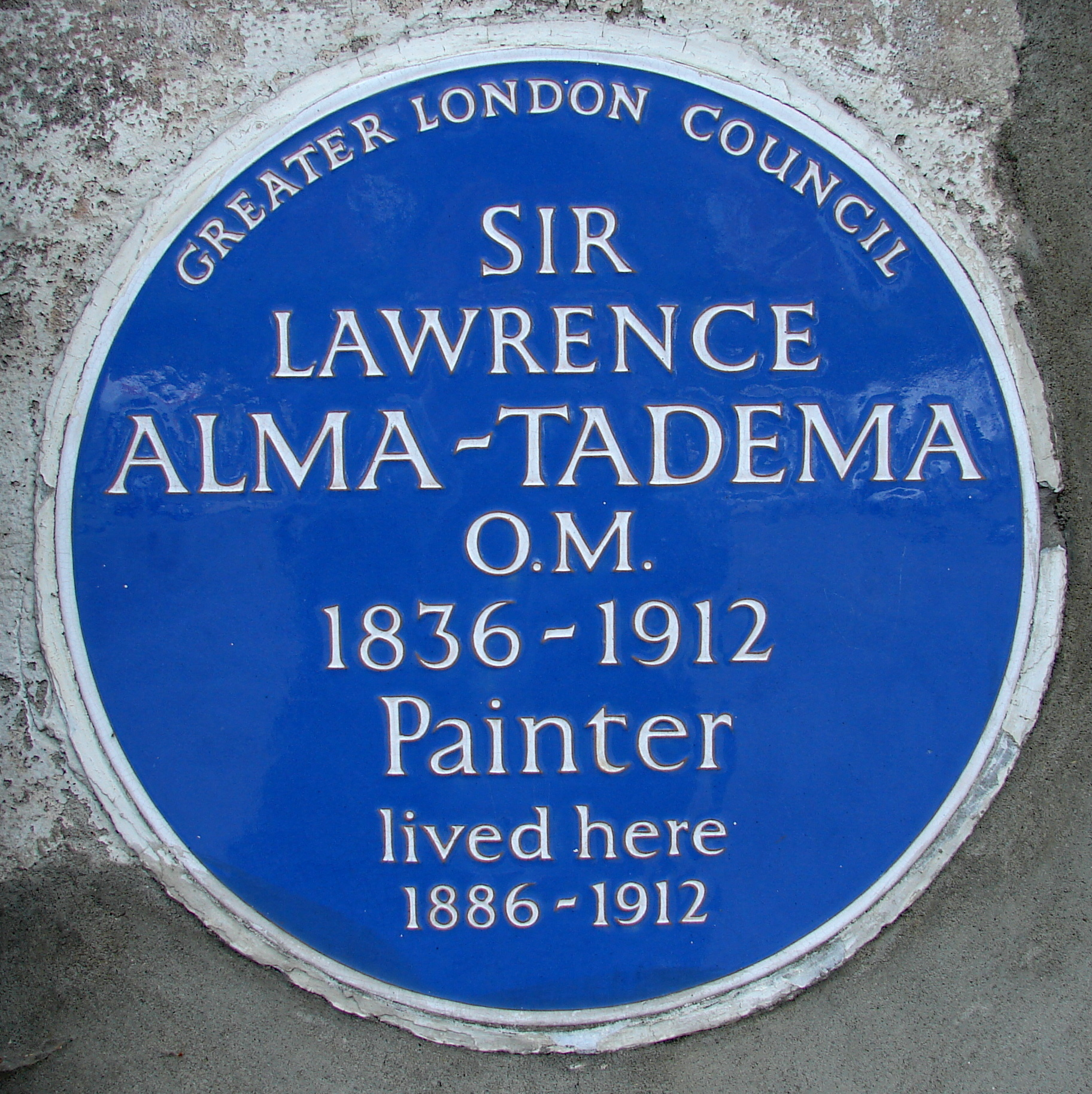
Памятная доска

Реконструкция дома обошлась Альма-Тадеме в сумму 70 000 фунтов (эквивалентную 6 500 000 фунтов 2013 года), в нём было 66 комнат, отделанных в эклектическом стиле. Дом быстро превратился в достопримечательность Лондона, рассказывали, что один из посетителей мастерской заявил: «Немудрено, что ваши картины отличаются такой самоуверенностью и великолепием!» Альма-Тадема ответил: «Наша современная публика так привыкла от каждой моей картины ожидать чего-то совсем нового и оригинального, что я вынужден постоянно окружать себя изрядным количеством… впечатлений и именно таким обилием предметов, которые дают волю для игры воображения». В доме имелось три студии — самого Альма-Тадемы, его жены Лауры и дочери Анны, располагались коллекции японского и китайского искусства (в 1892 году Лоуренс Альма-Тадема стал вице-президентом Японского общества, которое пропагандировало искусство этой страны). В доме располагалась коллекция греко-римских древностей, а также копий известных произведений искусства. Вход в дом был отделан по образцу входных портиков помпейских домов, дверной молоток был аналогичен античному и т. д. Мастерская Альма-Тадемы была украшена полукуполом, а в абсиде была помещена надпись: Ars longa, vita brevis. Многие интерьеры дома появлялись на картинах художника, например, инструменты из музыкального салона были изображены в «Чтении из Гомера».

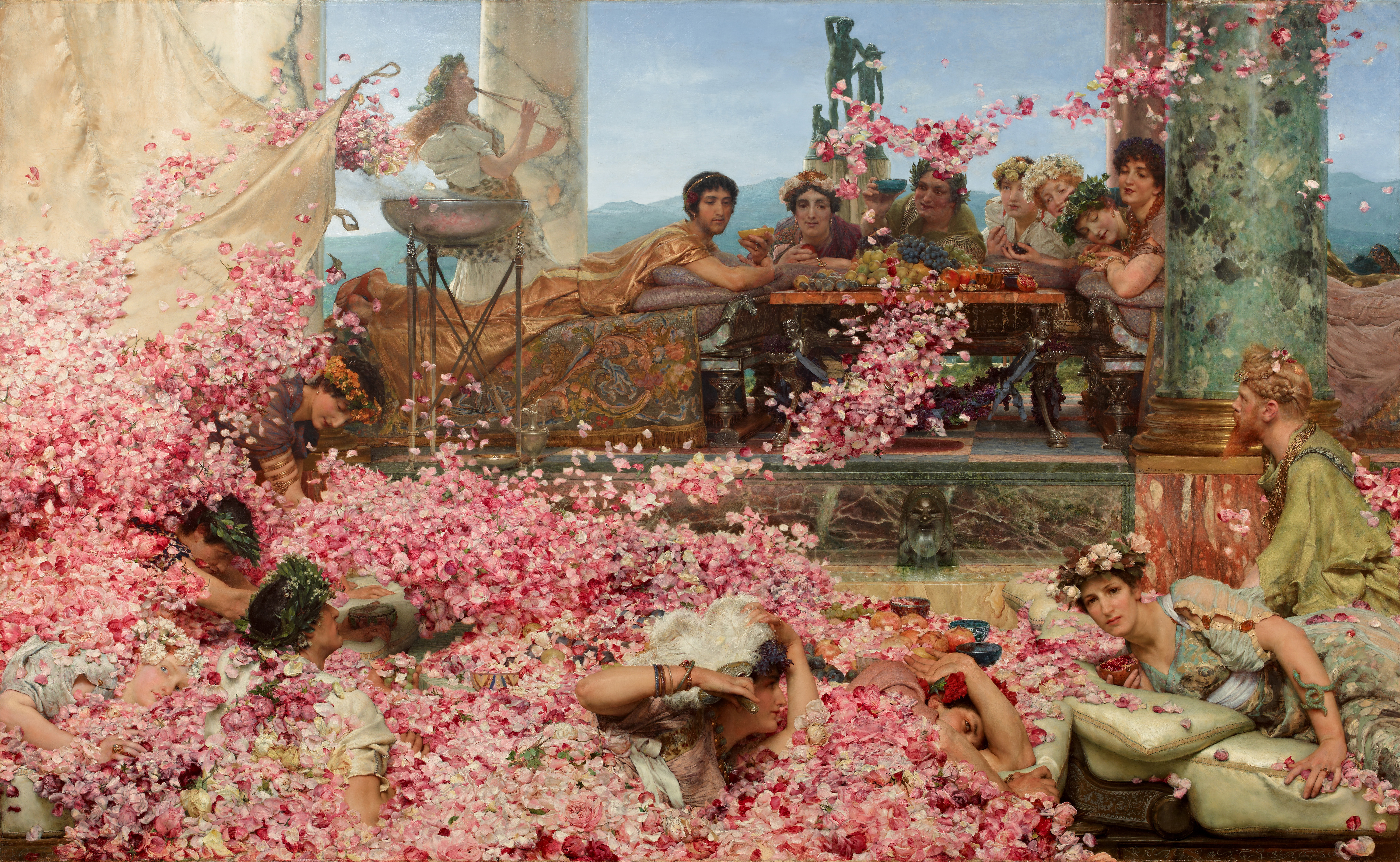
Розы Гелиогабала. 1888. Частное собрание

Новая длительная поездка в Италию была совершена в 1883 году, в первую очередь художника интересовали новые находки в Помпеях. На раскопки он наведывался ежедневно в течение нескольких месяцев, что стало источником почти досконального знания жизни обитателей Древнего Рима. Его работы включали такое количество точных деталей, что некоторые критики обвиняли его в том, что жанровые картины более всего напоминали музейные каталоги. В 1888 году была создана одна из самых известных его картин — «Розы Гелиогабала», представленная на ежегодной выставке Академии художеств. Сюжет был основан на эпизоде из «Жизнеописаний Августов»: развратный император Гелиогабал на оргиях так заваливал своих гостей каскадами розовых лепестков, что некоторые задыхались под ними. Портрет императора Альма-Тадема писал с единственного сохранившегося его изображения из коллекции Капитолийских музеев в Риме. Этот портрет в те же годы привлёк внимание О. Уайльда, который даже сообщал своему издателю, что охотно написал бы о жизни Гелиогабала. Хотя в античном тексте сообщалось, что император использовал в своих оргиях фиалки и некоторые другие цветы, Альма-Тадема писал только розы. В Древнем Риме роза считалась символом красоты, чувственной любви, роскоши и пиров; равным образом розовые венки бросались к ногам победителей на триумфах. Таким образом, Альма-Тадема показал, как Гелиогабал насмехался над своими римскими подданными, среди которых могли быть и воины-триумфаторы. Изобилие розовых лепестков указывало и на имперское изобилие. Существует версия, что Уайльд в романе «Портрет Дориана Грея» описал именно мастерскую Альма-Тадемы, куда во время работы над картиной даже зимой присылали розы из Франции и Алжира. Хотя критики прохладно встретили картину — художника обвиняли, что он не желал рассматривать моральной стороны событий, изобразив изощрённое убийство, однако «Розы Гелиогабала» были куплены инженером — сэром Джорджем Эйрдом за 4000 фунтов (389 000 фунтов 2013 года).

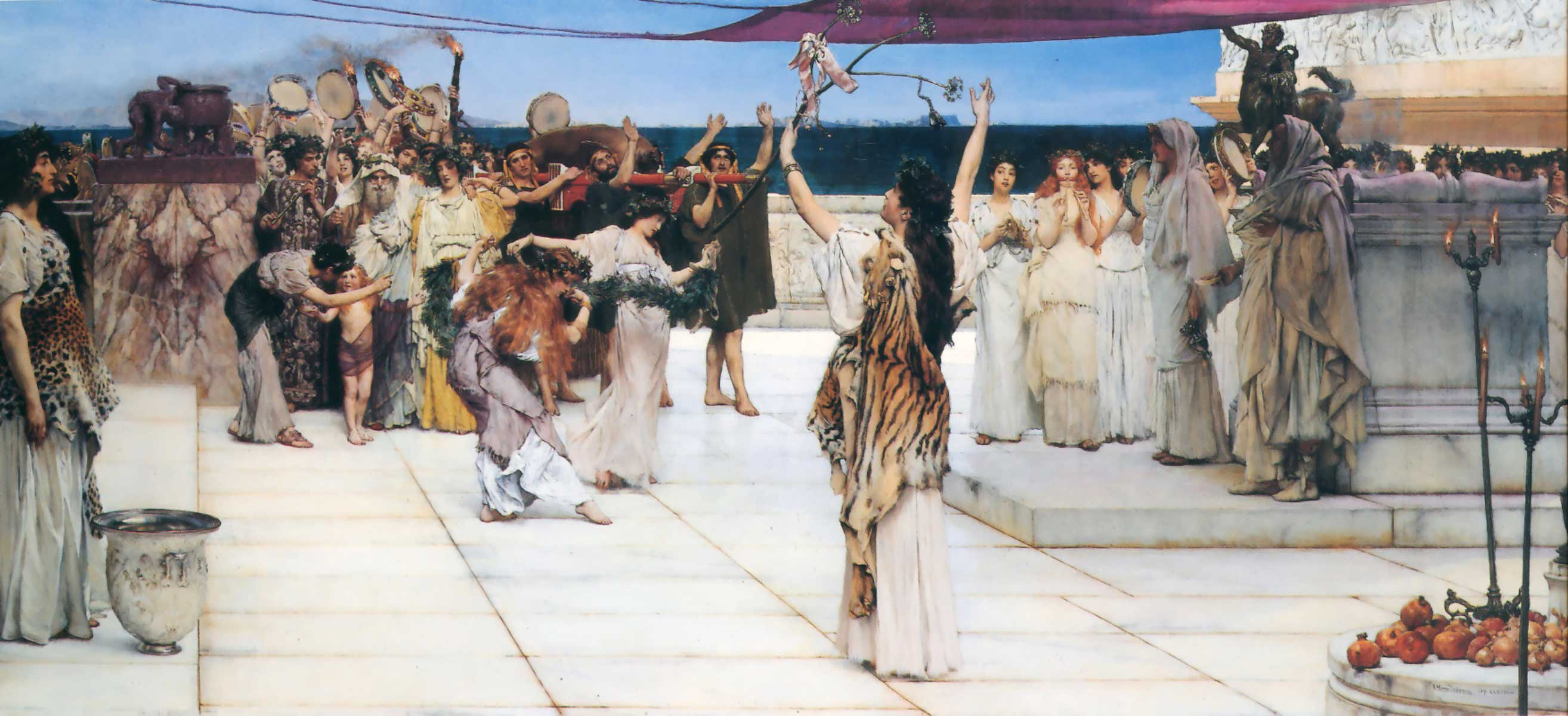
Посвящение Вакху. 1889, Гамбургский кунстхалле

В развитие данной проблематики Альма-Тадема писал многочисленные декоративные картины, часто бессюжетные, в которые воспевалась беззаботность и блаженство жизни. Нередко их героинями становились женщины в саду или на мраморных террасах, таковы «Роза всех роз» (1885), «В саду роз» (1889), «Секрет» (1887), «Не знающие соперниц» (1893) и многие другие. Тем не менее он каждый год создавал по большой картине, отвечающей стандартам Академии и участвующей в её конкурсе. В 1889 году он представил полотно «Посвящение Вакху», которое выделялось среди европейских вакханалий: Тадема превратил оргию в благопристойное празднество с участием женщин и детей. Картина была немедленно продана за 5880 фунтов (эквивалентных 567 000 фунтов 2013 года), став самой дорогой картиной Альма-Тадемы, реализованной при его жизни в Британии.
Реконструкция дома заняла всю середину 1880-х годов. После её окончания резиденция Альма-Тадемы в первую очередь превратилась в музыкальный центр Лондона: страстный ценитель музыки, Лоуренс дружил со многими известными инструменталистами, певцами и актёрами того времени, они же служили моделями его портретов. Среди постоянных посетителей дома Альма-Тадемы были венгерский скрипач Йозеф Иоахим, польский композитор Игнацы Падеревский, итальянцы Энрико Карузо и Элеонора Дузе и многие другие. Близким другом художника был голландский скрипач Морис Сенс. По своему амплуа живописца Альма-Тадема не был портретистом и писал преимущественно друзей и близких. Главными его моделями оставались жена и дочери. Со временем он стал избегать использования их образов для своих исторических полотен, предпочитая нанимать натурщиц или использовать античную скульптуру. Среди портретов жены Лауры выделяется картина «Помешали» (1880), выполненная для выставки женского портрета журнала «Графика».

Портреты, выполненные Л. Альма-Тадемой
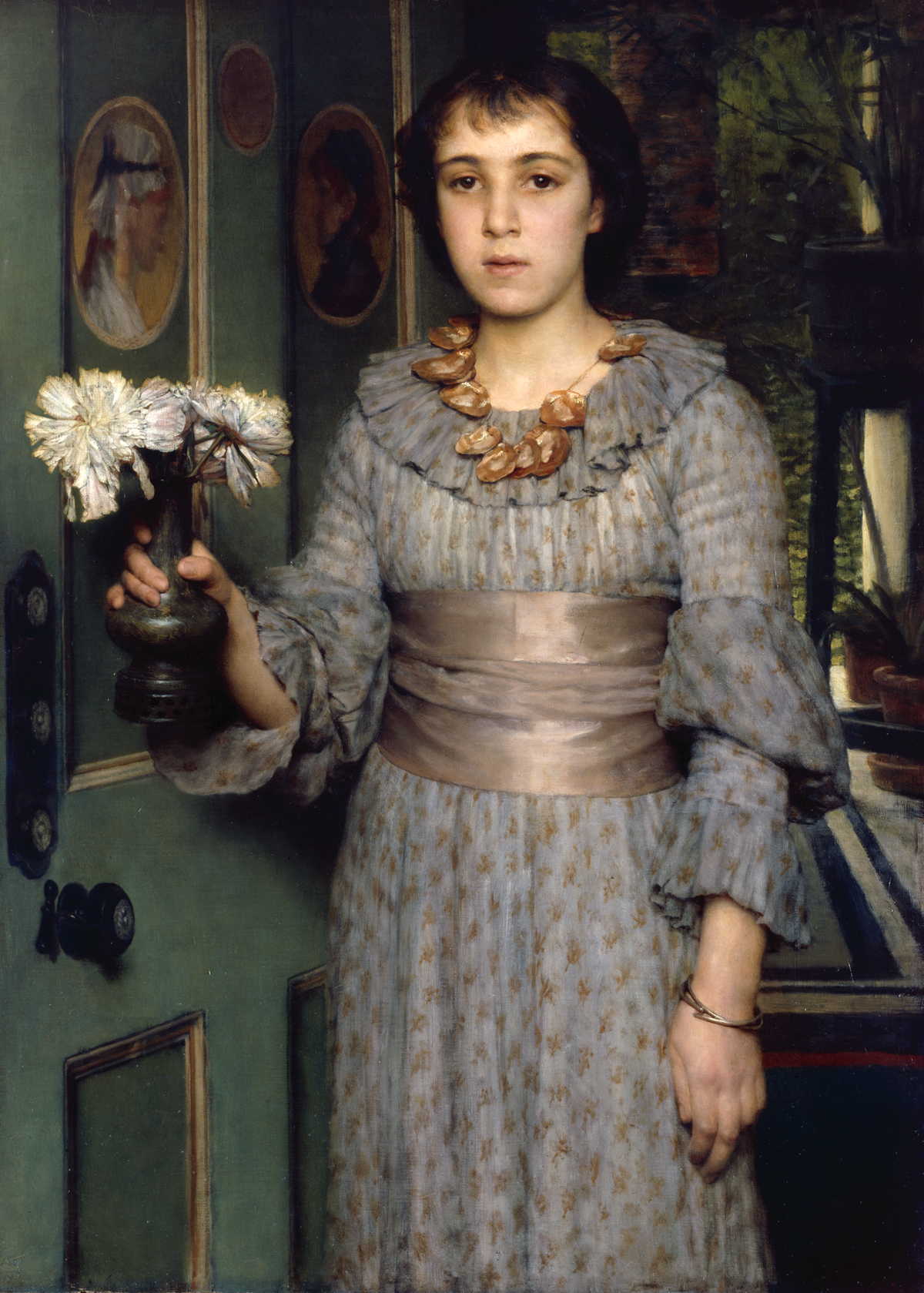
Портрет дочери Анны 1883
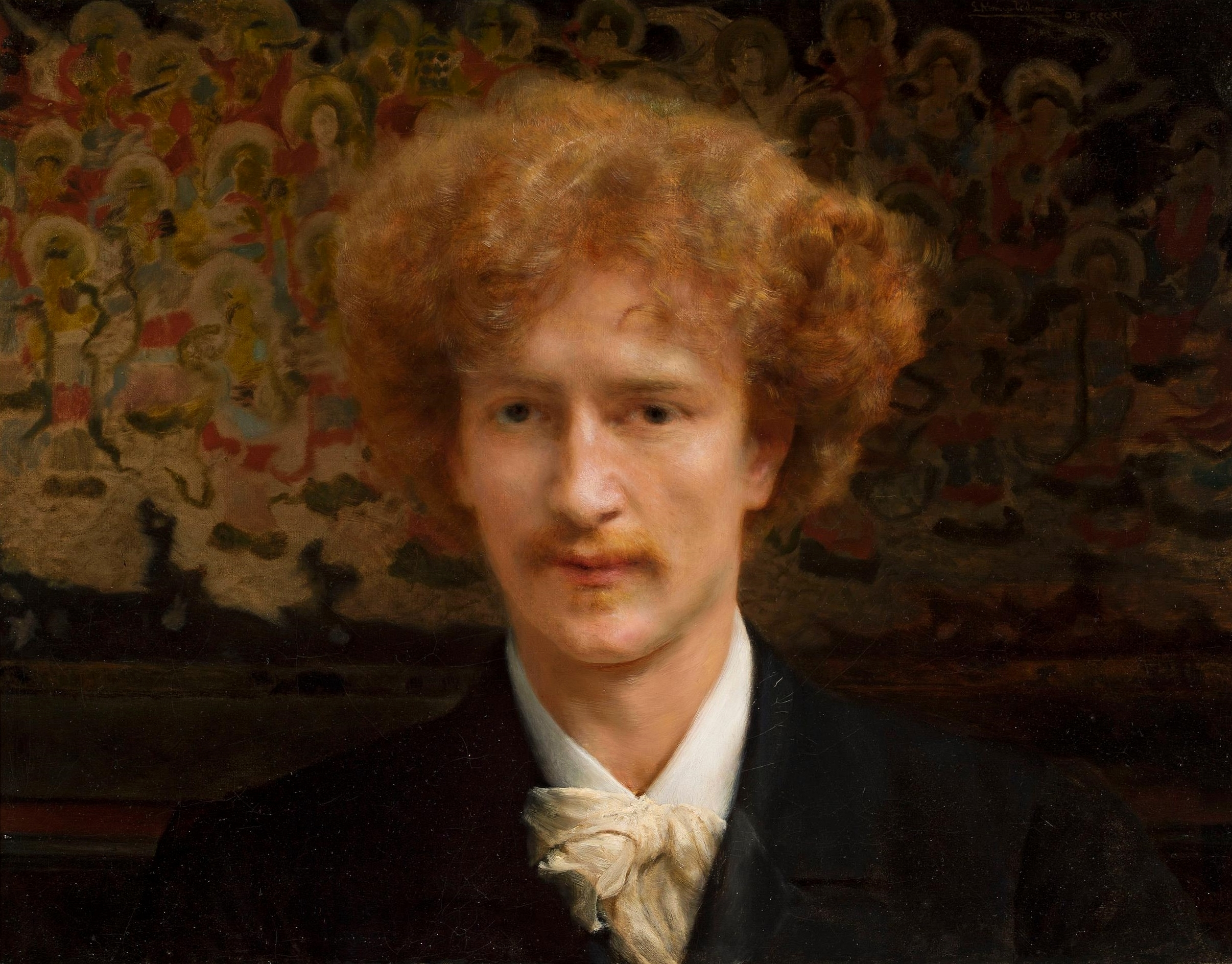
Портрет Падеревского 1891
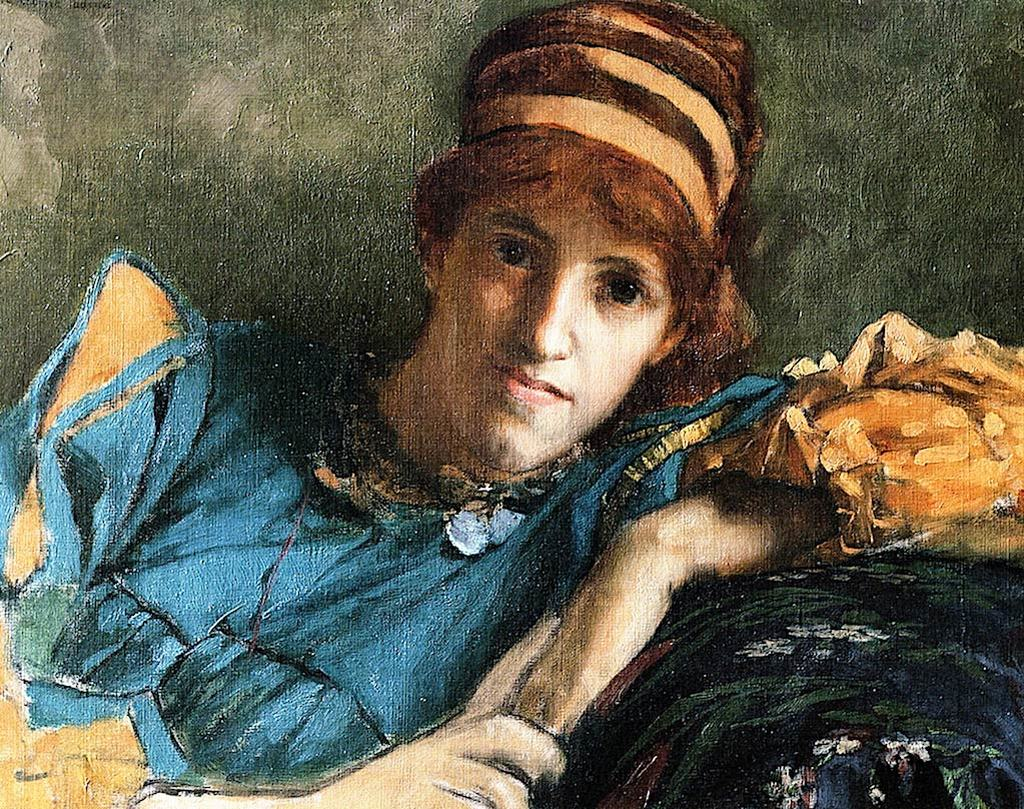
Портрет Лауры 1871
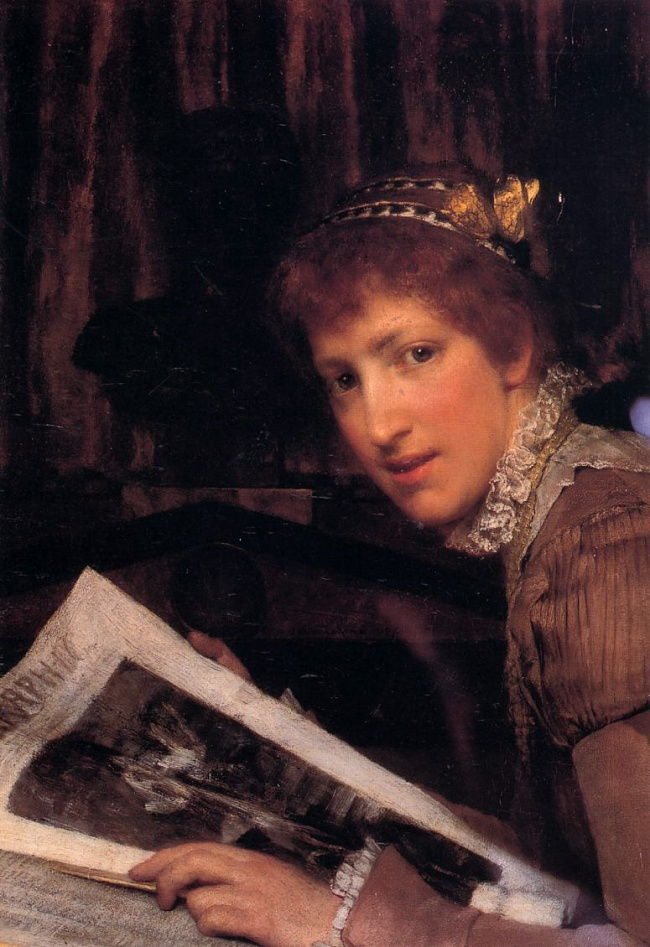
«Помешали» 1880

## Позднее творчество. Последние годы жизни
В 1889 году Альма-Тадема был удостоен Золотой медали на Всемирной выставке в Париже, в 1890 году он был избран почётным членом Драматического общества Оксфордского университета, а в 1897 году удостоен большой золотой медали на международной выставке в Брюсселе. 24 мая 1899 года (в 81-й день рождения королевы Виктории) он был посвящён в рыцари, став лишь восьмым иностранным художником, удостоенным этой чести; в числе его предшественников были Рубенс и Ван-Дейк. В 1900 году при проведении очередной Всемирной выставки в Париже он помогал в организации британской секции и выставил две свои работы, которые получили большую золотую медаль. Участвовал он и в организации Всемирной выставки в Сент-Луисе в 1904 году. Художник вёл активный образ жизни: зимой 1902—1903 годов совершил длительную поездку в Египет, где был свидетелем открытия первой Асуанской плотины, строителем которой был Дж. Эйрд — его постоянный заказчик.

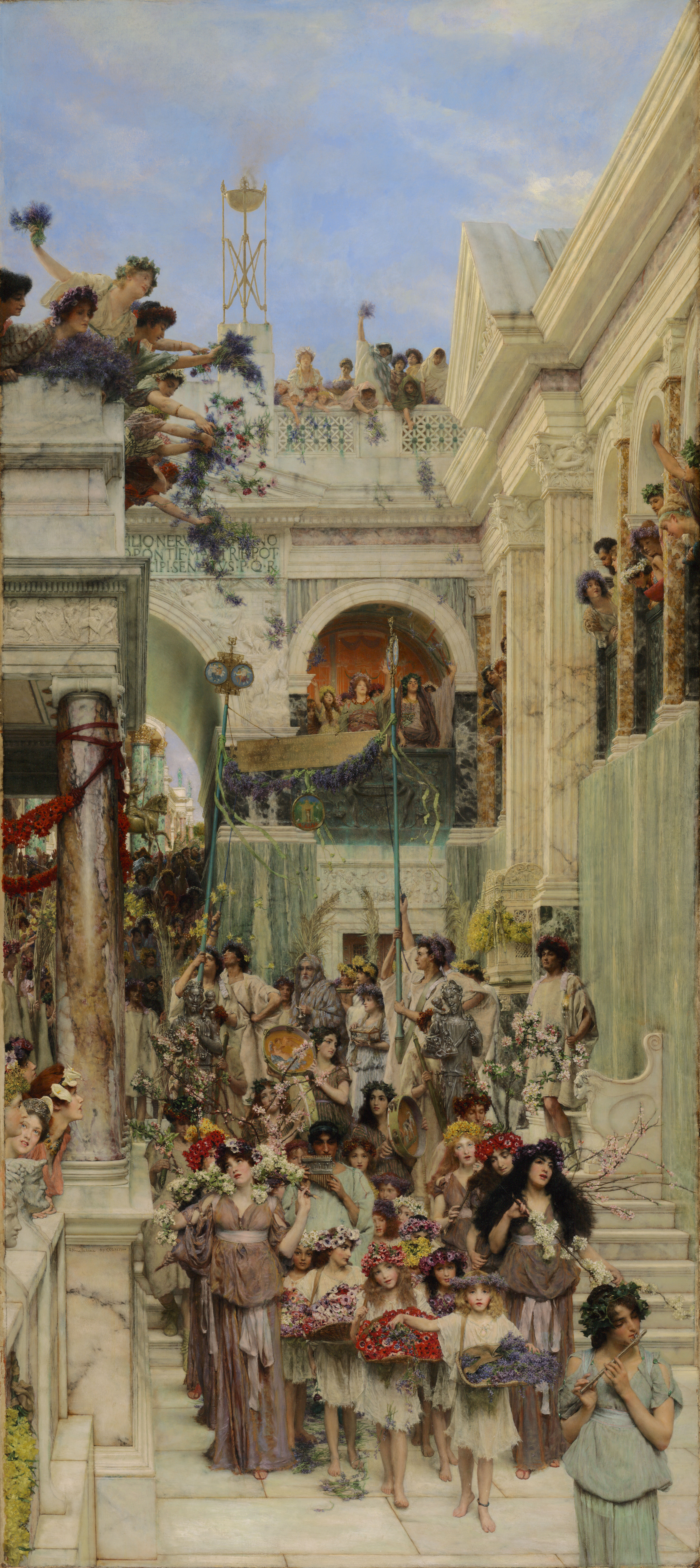
Весна. 1894. Музей Гетти, Лос-Анджелес

Тематика работ Альма-Тадемы в 1890-е годы начинает меняться. В 1896 году он исполнил редкий для него заказной автопортрет для Галереи Уффици, что означало признание со стороны весьма авторитетного института. Альма-Тадема изобразил себя в строгом костюме, с кистью и в золотом пенсне. Начиная с 1890-х годов художник всё реже и реже обращался к историческим событиям, заменяя их сентиментальными или эротическими композициями в роскошных интерьерах или мраморных террасах. Большие полотна становились исключениями, например, библейское «Обретение Моисея» (1904), навеянное египетскими впечатлениями. Картина была написана по заказу сэра Джорджа Эйрда, заплатившего 5250 фунтов (495 000 фунтов 2013 года). Собственно исторические события перестали увлекать Альма-Тадему, он сосредоточился на передаче художественными средствами романтических чувств. Навязчивый перфекционизм приводил к резкому замедлению темпов работы. Например, над картиной «Весна» он работал более 4 лет, постоянно что-то изменяя и улучшая. На картине изображены Флоралии, в центре композиции — молодой человек, играющий на флейте Пана. На щите, который держат двое мужчин на шестах, написана фраза Катулла, адресованная Приапу. Вся толпа разнообразных персонажей (включая жреца, маленьких девочек с цветами и музыкантш) «заперта» в узком коридоре архитектурных сооружений.
Помимо занятий станковой живописью Альма-Тадема активно участвовал в оформлении театральных постановок (преимущественно шекспировских в театре «Лицеум»), создавал модели костюмов, мебели в помпейском или древнеегипетском стиле, делал книжные иллюстрации, рисунки тканей и обрамления картин. Многие из его дизайнерских находок запечатлевались потом на полотнах. В 1900-е годы он вернулся к теме римского императора Каракаллы, причём наряду с историческими сюжетами создал полотно «Термы Каракаллы». Параллельно он писал небольшие картины занимательного содержания, преимущественно с сентиментальным сюжетом. Примером являются «Серебряные фаворитки» (1903), «Голос весны» (1910) и некоторые другие. Картина 1906 года «Ничего не спрашивай больше» была иллюстрацией стихотворения Альфреда Теннисона, причём за 20 лет до того Альма-Тадема написал на этот сюжет акварель.
В 1904 году король Эдуард VII наградил художника вновь учреждённым Орденом заслуг (вместе с двумя другими деятелями викторианского искусства), что вызвало ряд протестов. Например, критик нового поколения Роджер Фрай дословно заявил: «Сколько времени потребуется, чтобы продезинфицировать новый орден сладким мылом Альма-Тадемы?» В 1906 году он был удостоен золотой медали Королевского института британских архитекторов, причём в обосновании награждения упоминался его собственный дом, декорации к «Кориолану» и картины, воспроизводящие виды Парфенона, Колизея и Терм Каракаллы.

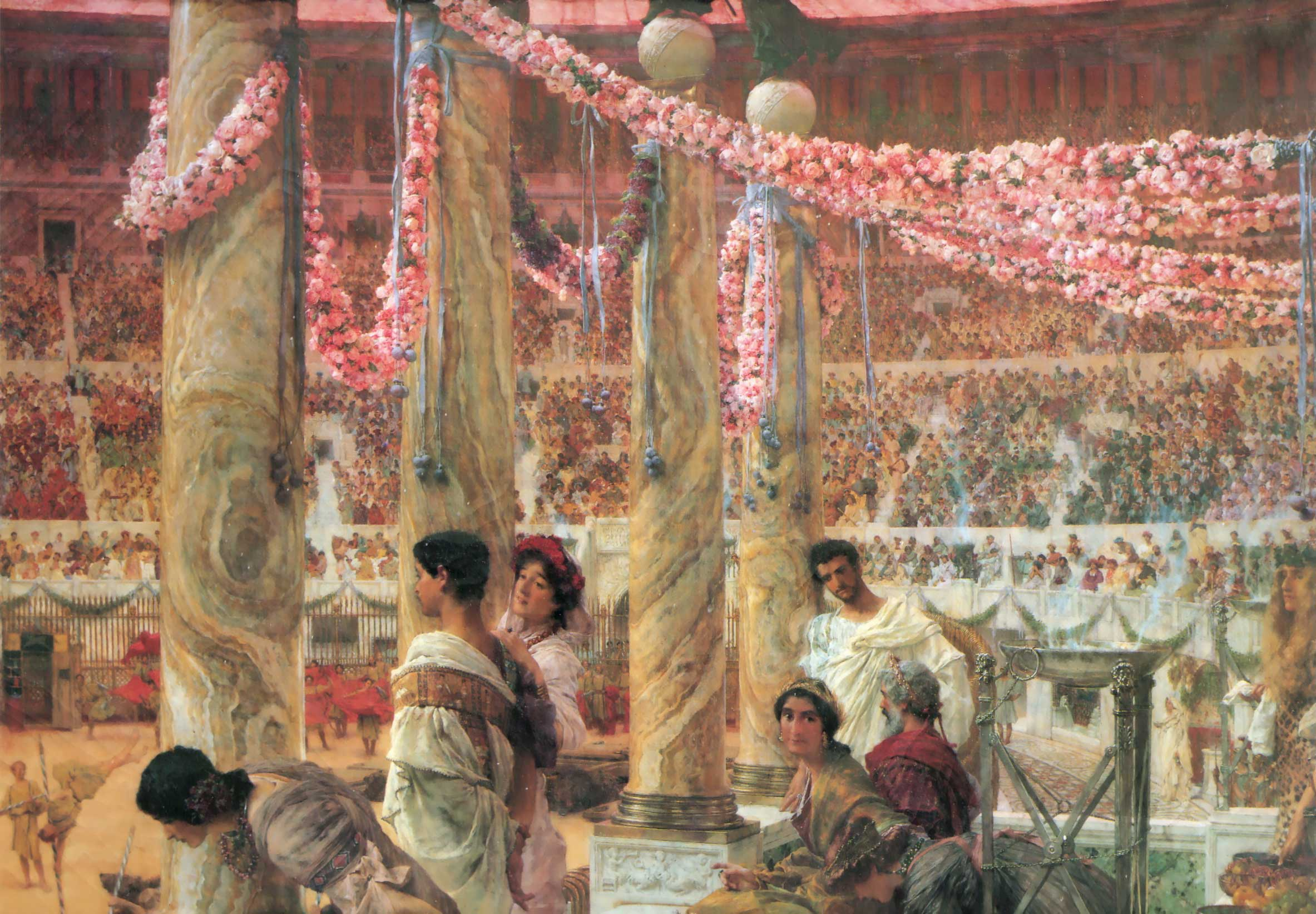
Каракалла и Гета. 1907, частное собрание

Последней крупной композицией Альма-Тадемы оказалась картина 1907 года «Каракалла и Гета», в которой братья-соперники были изображены в ложе Колизея в окружении семьи (включая старого отца — императора Септимия Севера). Художник был как всегда обстоятелен при написании картины, в частности, он подсчитал, что в секторах амфитеатра, видимых зрителю, могло поместиться 5000 фигур. На картине он изобразил 2500 человек, остальных не было видно за колоннами и цветочными гирляндами. Действие, происходящее на арене, — травля зверей или гладиаторский бой — практически не показано, всё внимание зрителя сосредоточено на архитектурных деталях, фактуре мрамора, фигурах императорского семейства. Позднее эта картина была приобретена для королевской семьи за 10 000 фунтов (865 000 фунтов 2013 года).
В последнее десятилетие жизни творческая манера Альма-Тадемы испытывала влияние европейских символистов, и сам он оказал определённое воздействие на Густава Климта и Фернана Кнопфа. По мнению Р. Барроу, это особенно заметно в картине 1910 года «Голос весны»: сочетание архетипических символов с классической тематикой, асимметричное построение композиции и др. Пейзаж на этом полотне может напомнить о пейзажах Пюви де Шаванна.
15 августа 1909 года в возрасте 57 лет скончалась вторая супруга Альма-Тадемы — Лаура. Её смерть стала тяжёлым ударом для художника, он пережил жену менее чем на три года. Окончив свою 408-ю картину «Приготовления в Колизее», летом 1912 года Альма-Тадема отправился в сопровождении дочери Анны в Висбаден, с намерением подлечить язву желудка. 28 июня 1912 года он скончался в возрасте 76 лет. Захоронен был в Соборе св. Павла в Лондоне близ могилы Антониса ван Дейка.
После смерти Альма-Тадемы осталось состояние в 58 834 фунта (около 5 млн фунтов 2013 года). Непроданные крупные композиции поступили в Государственный музей Амстердама и Люксембургский музей в Париже, некоторые малые работы перешли во владение музея Леувардена — малой родины живописца. Библиотека Альма-Тадемы и его коллекция фотографий (4000 томов книг и 5000 отпечатков) была передана в Музей Виктории и Альберта. Дочери по завещанию получили только по 100 фунтов каждая, не считая мебели и личных вещей.
Наследники не стали оставлять себе дом художника, он был передан на реализацию, но его не могли продать до 1920 года. После перепродажи он превратился в многоквартирный доходный дом, все интерьеры были утрачены. В 1975 году на стене лондонского дома Альма-Тадемы (44 Grove End Road, St John’s Wood) была установлена мемориальная доска.

## Наследие и оценки
Зимой 1912—1913 года Королевская Академия художеств организовала мемориальную экспозицию Альма-Тадема, на которой было представлено 213 его работ. Одновременно Роджер Фрай проводил вторую выставку постимпрессионистов в Графтон-галлери, и пресса и критики более благосклонно приняли искусство модерна. В обзоре журнала «Атенеум» констатировалось, что работы покойного академиста были переоценены, а на фоне новых течений в искусстве он, казалось, принадлежал совершенно другой эпохе:

Что, как не выставка произведений недавно ушедшего художника, может сильнее показать изменения в мировоззрении, которые претерпели критики искусства за последние двадцать лет?
Альма-Тадема стал символом борьбы авангардизма с академизмом, как писала Р. Барроу, «как следствие, весь мир модернистского искусства выступил против Альма-Тадемы, и его работы стали символом старого порядка». Однако у него находились и защитники, например, Бернард Шоу, заявивший, что, если бы у современников Альма-Тадемы была хотя бы половина его характера, английская живопись стала бы значительно богаче.

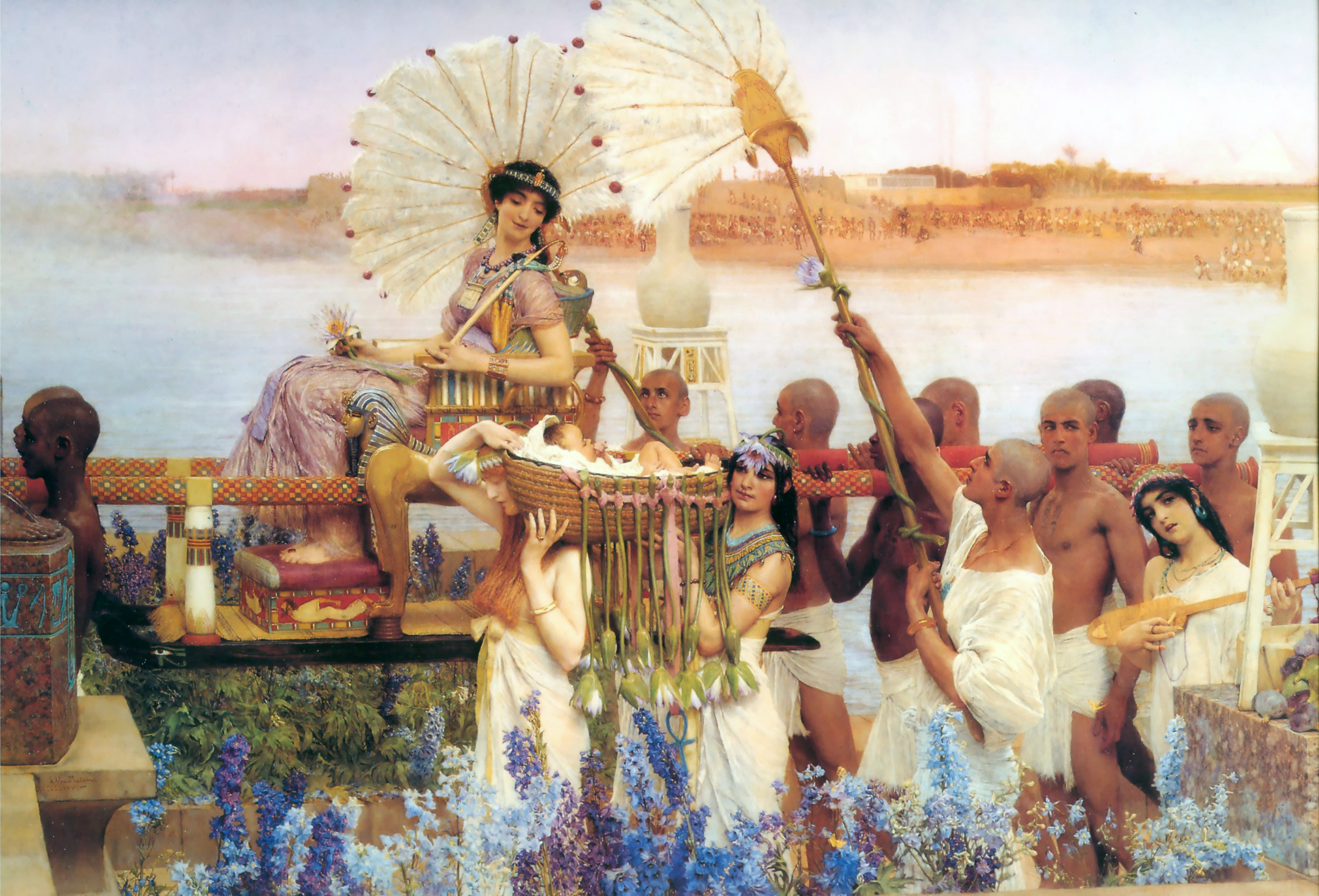
Обретение Моисея. 1904. Частное собрание

Сам Альма-Тадема уже застал импрессионизм и постимпрессионизм, кубизм, фовизм и футуризм, искренне принимал новые направления в искусстве и одобрял их, но примирить его методы с авангардом было совершенно невозможно. В 1920-е годы с повсеместной модой на авангардизм викторианский академизм был забыт и, казалось, «выброшен на свалку истории». Когда в 1960 году работы Альма-Тадема впервые после долгого перерыва поступили на аукцион Ньюмэна в Лондоне, долгое время не удавалось найти покупателя. После этого картины были переданы на аукцион «Кристис», где не удалось продать даже «Обретение Моисея» и «Розы Гелиогабала». Только после передачи картин в Нью-Йорк они, наконец, были проданы. В те времена ходил анекдот о воре, который, украв произведение Альма-Тадемы, покончил жизнь самоубийством.
Впрочем, ещё в 1910-е годы декоративные возможности его картин оценили в Голливуде, поскольку живопись Альма-Тадемы использовалась американскими режиссёрами как источник зрелищного материала для постановки фильмов на античные темы. Работами Альма-Тадемы вдохновлялся Д. Гриффит в своей «Нетерпимости», а также Сесил Де Милль и другие. При постановке фильма «Десять заповедей» (1956) Де Милль вручил оператору и художникам набор репродукций картин Альма-Тадемы, чтобы они поняли, чего он от них добивается. Бо́льшая часть его художников-постановщиков были англичанами, очевидно, знакомыми с наследием художника. Как писал К. Вуд: «По иронии судьбы, когда репутация Альма-Тадемы находилась на самой низкой отметке, его дух жил в кино».
Практически все работы Альма-Тадемы оказались в частных собраниях. Только в конце XX века он стал восприниматься как один из важнейших живописцев-академистов XIX века. В конце 1960-х годов большую коллекцию живописи Альма-Тадемы (35 работ — почти 10 % его наследия, доступного для продажи) собрал режиссёр и продюсер Аллен Фунт, но в 1973 году после разорения был вынужден сбыть её на аукционе «Сотбис». С этого времени оживляется интерес к Альма-Тадеме на антикварном рынке. В этом плане характерна судьба картины «Обретение Моисея». В 1904 году покупатель заплатил за неё 5250 фунтов, в 1935 году её продали за 861 фунт, а в 1960 году — за 252 фунта (при этом фунт стерлингов девальвировался). Во время распродажи коллекции А. Фунта в 1973 году за «Моисея» было выручено 30 000 фунтов. В мае 1995 года на аукционе «Кристис» картина была продана за 1,5 млн фунтов. В 2010 году картина была вновь продана за 35,9 миллиона долларов анонимному покупателю. Новый рекорд Альма-Тадема поставил на аукционе «Сотбис» в 2011 году: его картина «Встреча Антония и Клеопатры» была продана за 29,2 млн долларов.
В 1996 году была открыта выставка Альма-Тадемы в амстердамском Музее Ван-Гога, что некоторыми специалистами было воспринято как «официальное признание… реабилитации, похожей, однако, очень сильно на реанимацию и даже — на эксгумацию».

### Оценки творчества

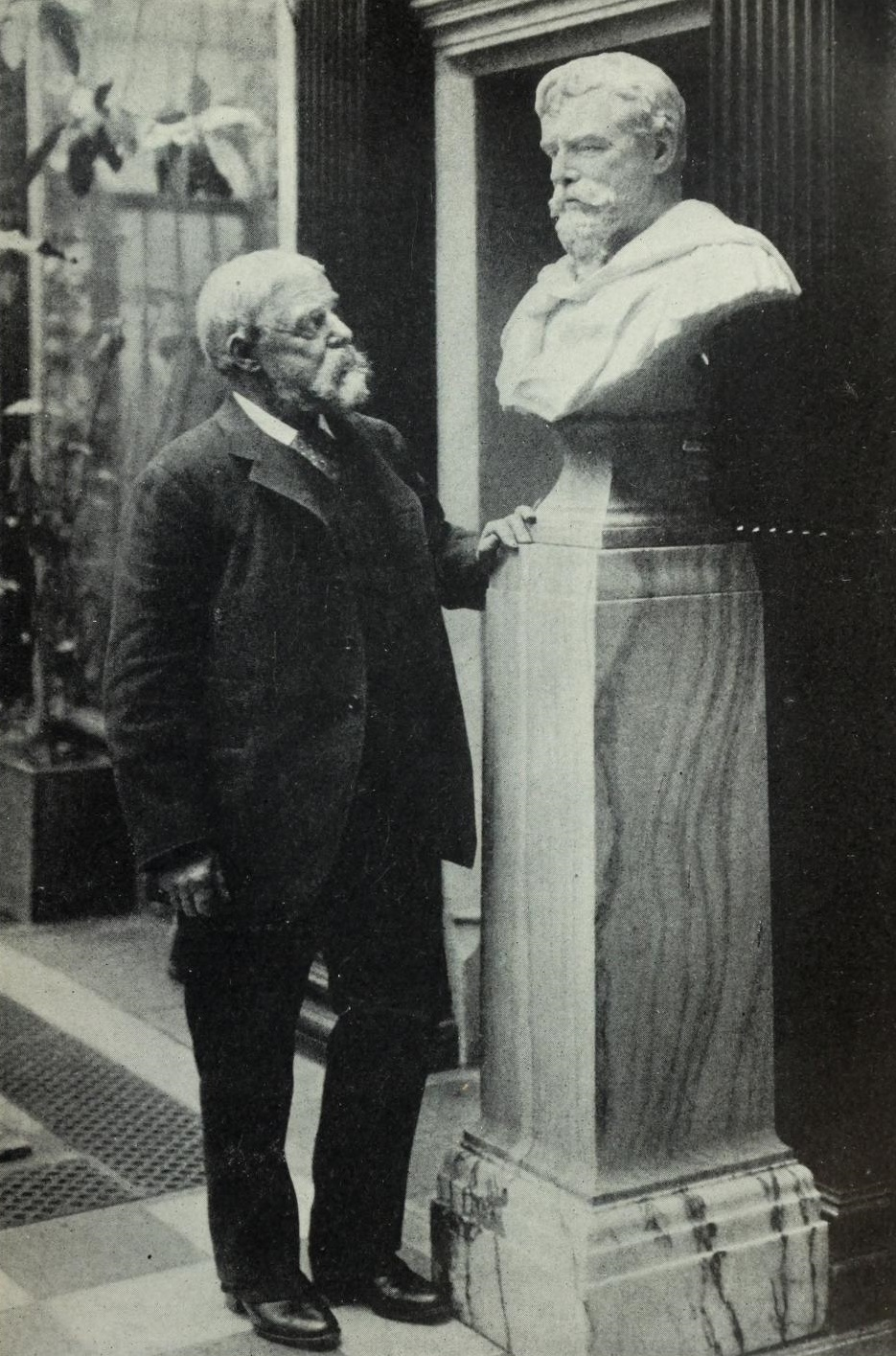
Альма-Тадема рядом со своим бюстом. Фото из издания «World’s Work», Vol. XXIV, no 4, August 1912

Ко времени переезда в Лондон Альма-Тадема, несмотря на все свои успехи, не получил сколько-нибудь профессиональных оценок со стороны голландских и бельгийских критиков, которые ограничивались общими суждениями или описаниями. Первый глубокий обзор его творчества сделал Карел Восмаер, редактор журнала De Nederlandsche Spectator, который и сам собирал картины художника. Однако поскольку тематика работ Альма-Тадемы не слишком соотносилась с модами того времени, то и в прессе положительных оценок было мало. Так, корреспондент голландского издания Kunstkronijk осуждал Альма-Тадему за слабое раскрытие национальной темы в искусстве; его египетские и античные работы всегда были популярнее за пределами Нидерландов. Напротив, с середины 1860-х годов в Британии началась мода на космополитическое искусство, обращавшееся к темам, далёким от социальных движений и повседневности. Первая выставка подобных работ прошла в Королевской Академии живописи в Лондоне ещё в 1865 году, и Альма-Тадема хорошо вписывался в эту тенденцию.
Альма-Тадема, совмещая жанровую живопись и археологическую точность в деталях, не составлял прямой конкуренции британским художникам того времени, которые сосредотачивались на больших аллегорических и мифологических полотнах; направление, заложенное Альма-Тадемой, стало сказываться на викторианском академизме только в 1880-е годы. Тем не менее уже в 1870 году в журнале The Jugler появился следующий обзор: «Альма-Тадема с трудом поддаётся классификации: он не принадлежит ни к одной школе, иными словами, он сам себе школа».
Учениками Альма-Тадемы, испытывавшими его сильное художественное влияние и перенявшими манеру и технику письма, были в первую очередь жена Лаура и дочь Анна. В молодости он общался с кузеном — Виллемом Месдахом — и, по некоторым данным, в 1866 году рекомендовал его в школу В. Руллофса и способствовал переезду в Брюссель. Английских последователей стиля и тематики Альма-Тадемы современные исследователи объединяют в «Мраморную школу» (англ. The Marble School), самым значительным из них называют Джона Годварда, однако вопрос, был ли он прямым учеником Альма-Тадемы, дискутируется.
По мнению британского искусствоведа К. Вуда — «Альма-Тадема в первую очередь был голландским художником, и его художественное образование и характер его искусства были сугубо голландскими, а не английскими». Искусство его признаётся «буквалистским» — Вуд называл его «типичным художником-антикваром», который сделал античность понятной представителям британского среднего класса. Именно «буржуазность» Альма-Тадемы сделала его в Британии между 1920 и 1960-ми годами символом плохого художника. Критиков викторианской эпохи раздражала безэмоциональность композиций Альма-Тадемы, которого интересовала только передача точных деталей повседневной жизни далёкого прошлого. Для критики 1920-х годов Альма-Тадема был ярким примером викторианского декоратора, который тратил массу усилий и техническое мастерство на вещи неглубокие и даже бессмысленные. Действительно, даже в самых своих известных произведениях Альма-Тадема предпочитал либо незначительный инцидент, либо момент покоя и созерцания. Изображая Колизей, он уделял внимание архитектуре, но не накалу страстей гладиаторского поединка и мучений христиан. Тем не менее К. Вуд отмечал:

Хотя эмоциональное воздействие его произведений минимально, но они праздничные, а изображения моря, неба, мрамора и цветов, купающихся в лучах средиземноморского солнца, делают эти картины уникальными в викторианском искусстве; они всегда будут доставлять удовольствие.
При жизни Альма-Тадемы его творчеству было посвящено несколько монографий, в том числе написанная известным египтологом и писателем Георгом Эберсом. Новые искусствоведческие исследования стали выходить с 1970-х годов, как посвящённые художнику индивидуально, так и оценивающие его творчество в контексте викторианской живописи. Последнее и наиболее фундаментальное исследование было опубликовано в 1999 году Розмари Барроу, с тех пор оно несколько раз переиздавалось. В альбоме Р. Барроу делается попытка проследить художественные связи Альма-Тадемы в 1860-е — 1910-е годы и корректируется традиционный взгляд на его творчество как чисто декоративное и не несущее эмоциональной и интеллектуальной нагрузки.

### В России
В России о творчестве Альма-Тадемы знали преимущественно знатоки западного искусства, в целом оценивавшие его высоко. В обзоре А. Матушинского, опубликованном в 1870 году в журнале «Русский вестник», говорилось, что «он совершенно усвоил себе дух и характер древних, и оттого картины его из древней жизни отличаются такою гармонией во всех частях и порою проникнуты чисто антологическою поэзией». Даже весьма критически настроенный к академизму И. Н. Крамской писал: «Что может быть лучше (в известном роде) Альма Тадемы? У кого так много ума и образованности?» В профессиональной среде получило известность суждение французского критика Сизерана:

Этот великий художник достигает успеха только тем, что нарушает законы классической живописи, разрушает всякую группировку, на которой зиждется классическая композиция. Вместо того чтобы собрать эффект, он его разделяет; вместо того чтобы сгустить линии, он их разъединяет. И внимание зрителя постоянно отвлекается в разные стороны.

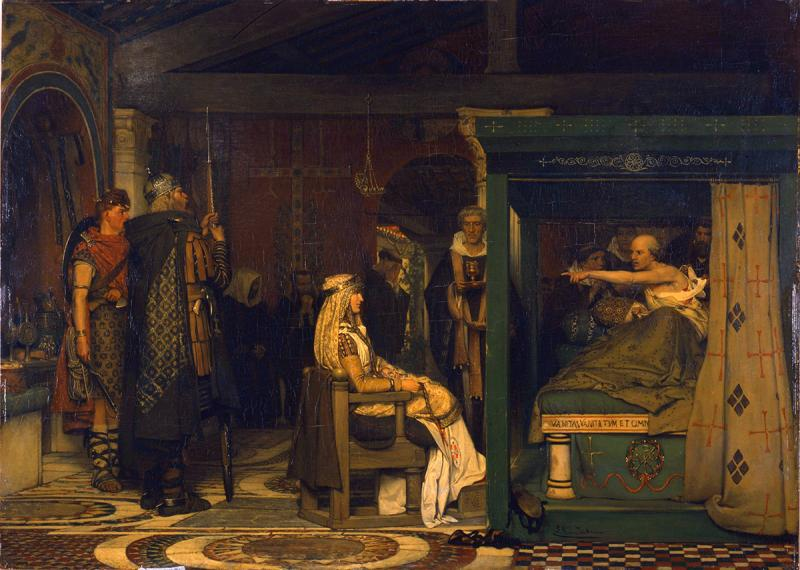
Фредегонда у одра епископа Претекстатуса Москва, Государственный музей изобразительных искусств имени А. С. Пушкина

Восторженные оценки творчества Альма-Тадемы содержатся в некрологе Г. Н., опубликованном в журнале «Солнце России». В частности, там говорилось:

…Это не инсценированная археология, не музей древности, не паноптикум ископаемой красоты, не красивость Семирадского и Бакаловича, а подлинная красота, красота, красота.
В собраниях России находятся всего три картины Лоуренса Альма-Тадемы. Две ранее принадлежали императрице Александре Фёдоровне и хранились в Александровском дворце в Царском Селе. Ныне они экспонированы в Павловском дворце-музее. Третья — картина «Фредегонда и епископ Претекстатус. Из времен Меровингов» — хранится в Москве, в Государственном музее изобразительных искусств им. Пушкина. Она была последним приобретением С. М. Третьякова и пришла из Парижа уже после его смерти.
Сюжеты и стиль Лоуренса Альма-Тадемы напоминают другого представителя позднего академизма — Генриха Семирадского. Российские критики находили также определённые параллели в их биографиях и посмертной судьбе их творчества.
Творчеству Альма-Тадемы на русском языке посвящено всего две небольшие по объёму книги-альбома: в 1897 году в серии «Знаменитые художники XIX века» вышла книга Ф. И. Булгакова, а в 2012 году издательством «Белый город» был выпущен альбом А. А. Шестимирова. Обе работы основывались преимущественно на западных критических исследованиях.

## Награды
Золотая медаль Салона (Париж, 1864), медаль второго класса Всемирной выставки в Париже (1867), золотая медаль (Берлин, 1872), Большая Золотая медаль (Берлин, 1874); золотые медали первого класса всемирных выставок в Париже 1889 и 1900 годов.
Действительный член Амстердамской академии изящных искусств (1862), Королевской академии Мюнхена (1871), Королевской Академии Берлина (1874), Общества акварелистов (1881), Римской академии живописи св. Луки (1907). Почётный член академий живописи Мадрида, Вены, Стокгольма и Неаполя, Королевской Шотландской Академии. Член-корреспондент Французской Академии изящных искусств (1881).
Орден Леопольда (Бельгия, 1866), Орден Нидерландского льва (1868), Орден св. Михаила I степени (Бавария, 1869), кавалер ордена Почётного легиона (1873), Орден Прусской короны III степени (1877). Иностранный член Ордена Заслуг (Великобритания, 1881), кавалер ордена Заслуг (1904).

## Комментарии
1. ↑  От 6300 до 9500 фунтов стерлингов в ценах 2013 года. Здесь и далее перевод рассчитан по системе RPI basis per Measuringworth Five Ways to Compute the Relative Value of a UK Pound Amount, 1830 to Present (англ.). MeasuringWorth.com.. Дата обращения: 1 июня 2014. Архивировано 14 октября 2008 года..
2. ↑  Изображён боевой танец дорийцев, который был по темпу довольно быстрым, исполнялся под двойную дудочку и символизировал действия воинов на бранном поле (Епишкин Н. И. Исторический словарь галлицизмов русского языка. М., 2010).
3. ↑  Сюжет картины основан на истории Плутарха («О доблести женской», 13): когда фокидские тираны захватили Дельфы и Фивы вели с ними войну, справляющие дионисические действа женщины-вакханки в исступлённом ночном блуждании оказались в городе Амфиса. Они улеглись на рыночной площади и уснули. Город Амфиса являлся членом Фокейского союза, и амфисские женщины, опасаясь бесчинства, сбежались на площадь, окружили спящих вакханок и молча охраняли их, а после пробуждения проводили до границы. Эта картина была удостоена золотой медали на Всемирной выставке в Париже 1889 года.
4. ↑  Библиотека Альма-Тадемы включала большое число изданий античных моралистов, сатириков и поэтов — преимущественно Цицерона, Сенеки, Ювенала, Персия, Марциала, Горация, Овидия, Тибулла и Проперция: у них можно было почерпнуть описания римской повседневности и роскоши. Важным литературным источником вдохновения художника был «Сатирикон» Петрония (Barrow R. Lawrence Alma-Tadema. — Phaidon Press Inc, 2001. — Р. 39).
5. ↑  Среди русских художников такой чести удостоились Орест Кипренский, Иван Айвазовский и Борис Кустодиев (Галерея Уффици — энциклопедия лучших художников (Galleria degli Uffizi). Музеи России. Дата обращения: 5 июня 2014. Архивировано 3 июля 2014 года.).
6. ↑  Вместе с ним были награждены Уильям Хант и Джордж Ваттс — оба примыкавшие к кругу прерафаэлитов.
7. ↑  К тому моменту дочери сделали карьеру художницы и писательницы. Анна Альма-Тадема — художница — перестала писать после кончины отца (Barrow R. Lawrence Alma-Tadema. — Phaidon Press Inc, 2001. — Р. 195).
8. ↑  В пересчёте на цены 2013 года ряд будет таков: 493 500 — 49 400 — 4600 — 405 000 фунтов стерлингов.
9. ↑  Сюжет полотна взят из «Истории франков» Григория Турского: 25 февраля 586 года Претекстат Руанский был смертельно ранен по приказу Фредегонды, которая посетила умирающего, и архиепископ при всех обвинил её в своём убийстве.